# Tower Bridge
Ne doit pas être confondu avec Pont de Londres ou Pont de la Tour.
Le Tower Bridge (en français : « pont de la Tour ») est un pont basculant britannique situé à Londres et permettant notamment le passage de la Tamise aux véhicules motorisés.
Il appartient à la classe des ponts suspendus et est composé de granite pour sa façade, d'acier pour sa structure et de béton pour ses fondations. Il est situé entre les arrondissements (« boroughs ») de Southwark et de Tower Hamlets, près de la tour de Londres dont il tire son nom. Il est l'un des quatre ponts gérés par les services du lord-maire. Le Tower Bridge est situé dans la Pool of London, marquant la limite entre l'Upper Pool en amont et la Lower Pool en aval.
Au moment de sa construction, le Tower Bridge est le plus grand (246 m de longueur et 65 m de hauteur) et le plus sophistiqué des ponts basculants jamais construits. Le pont est célèbre dans le monde entier grâce à son architecture très particulière, de style néogothique. Il est composé de deux grandes tours, d'une suspension rigide, d'un tablier s'ouvrant au passage des navires les plus hauts et, au sommet, de deux passerelles piétonnes parallèles. Les machineries du pont ouvrant sont accessibles au public depuis 1982 sous forme de musée présentant le fonctionnement du mécanisme hydraulique qui permet depuis 1894 (date de la construction du pont par Sir John Wolfe-Barry et Horace Jones) de mouvoir le pont à bascule.

## Histoire

### Origines et plans initiaux
Durant la seconde moitié du XIXe siècle, le quartier d'East End est tellement peuplé que la population a besoin d'un nouveau pont afin de faciliter les déplacements. À cause de la traversée de la Tamise, un pont classique ne peut pas être construit car il aurait en conséquence coupé toute facilité d'accès des grands voiliers au port situé dans la Pool of London, désormais situé entre le pont de Londres et la tour de Londres.
Ainsi, le Special bridge or Subway Committee est formé en 1876 et plus de 50 projets sont soumis, y compris celui de l'ingénieur des ponts et chaussées Joseph Bazalgette. Son projet est rejeté dû à un manque de place et la conception n'est pas approuvée jusqu'en 1884, lorsqu'il est décidé de bâtir un pont basculant. John Wolfe-Barry est nommé ingénieur du projet avec Horace Jones en tant qu'architecte, avec l'assistance de Henry Marc Brunel. Une loi du Parlement est passée en 1885, autorisant la construction du pont. Il est spécifié sur le projet que la portée du pont doit avoir une largeur de 61 mètres (200 pi) et une hauteur de 41 mètres (135 pi). De plus, la construction doit être un édifice gothique.
John Wolfe-Barry conçoit un pont basculant composé de deux tours bâties sur des piliers. Le tablier est divisé en deux parts égales, chacune pouvant se lever afin de permettre le passage maritime.

### Travaux de construction

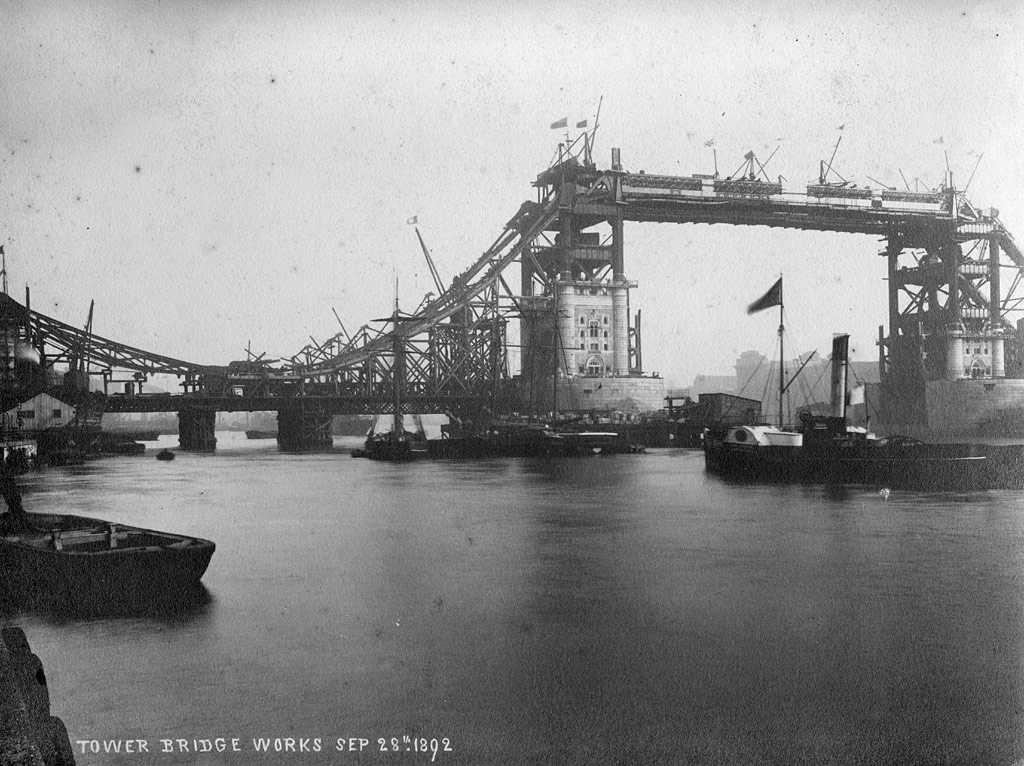
Construction du Tower Bridge.

La construction du pont débute en 1886 et demande pendant huit ans le travail de 432 ouvriers et cinq entrepreneurs principaux : John Jackson (fondations), Baron Armstrong (hydraulique), William Webster, H. H. Bartlett et William Arrol & Co. E. W. Crutwell est nommé ingénieur résident pour le projet.
Les deux piliers massifs fabriqués avec plus de 70 000 tonnes de béton sont coulés directement dans le lit de la rivière afin de supporter la construction. La structure contient aussi plus de 11 000 tonnes d'acier se trouvant au niveau des tours et des passerelles. Ils sont revêtus de granite de Cornouailles et de pierre de Portland, tous deux servant à protéger l'acier et à donner une meilleure apparence au pont.
Après le décès de Horace Jones le 21 mai 1887, George D. Stevenson reprend le projet et remplace la façade originale composée de briques par des décorations néogothiques de l'époque victorienne, permettant au monument de se démarquer un peu plus. De plus, ce choix permet une harmonie entre le pont et la tour de Londres, les deux monuments étant assez proches l'un de l'autre. Finalement, les coûts de la construction s'élèvent à 1 184 000 livres sterling de l'époque.

### Système de bascule

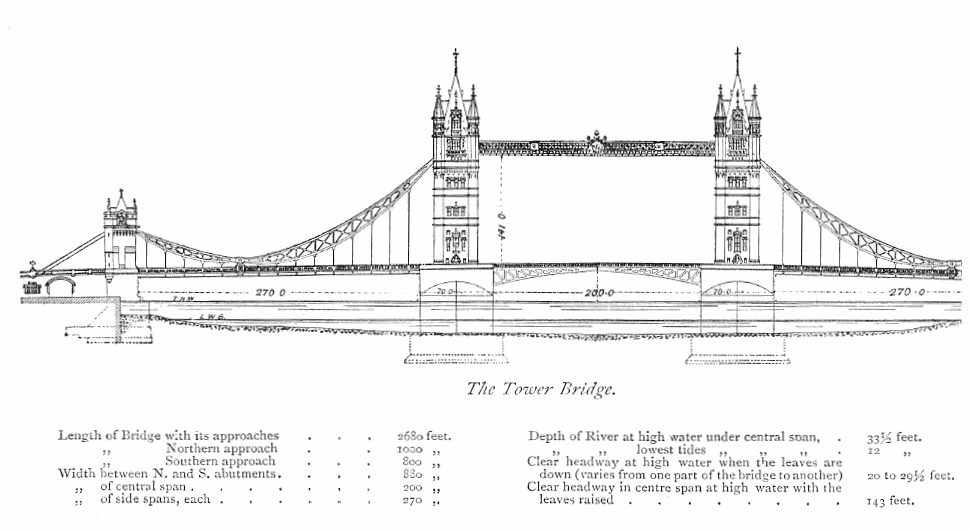
Schéma du pont.

La Tamise mesure à l'endroit où le pont est construit 273 m de large. Le projet retenu est une combinaison de pont suspendu et basculant composé de deux travées suspendues de 82 m et d'une travée centrale de 61 m, constituée de deux poutres basculantes animées par un système hydraulique, de deux tours néogothiques à ossature métallique recouverte de granite de Cornouailles et de pierre de l'île de Portland, ainsi que de deux passerelles piétonnes, au sommet, accessibles par des ascenseurs ou des escaliers.
Les passerelles permettent aux piétons de traverser pendant que le pont basculant est ouvert pour le passage des bateaux.
Chaque tablier mobile du pont basculant pèse environ 1 200 tonnes (dont un contrepoids de 410 t). La machinerie originale était mise en mouvement par de l'eau sous pression, pompée dans six accumulateurs par des moteurs à vapeur. Depuis la modification de 1974, la machinerie est électro-hydraulique, c'est-à-dire que les moteurs des bascules fonctionnent maintenant à l’électricité et c'est de l'huile qui transmet la puissance. L'ancienne machinerie, dans l'ancienne salle des machines du sud du pont, est accessible au public.

### Inauguration et premières années

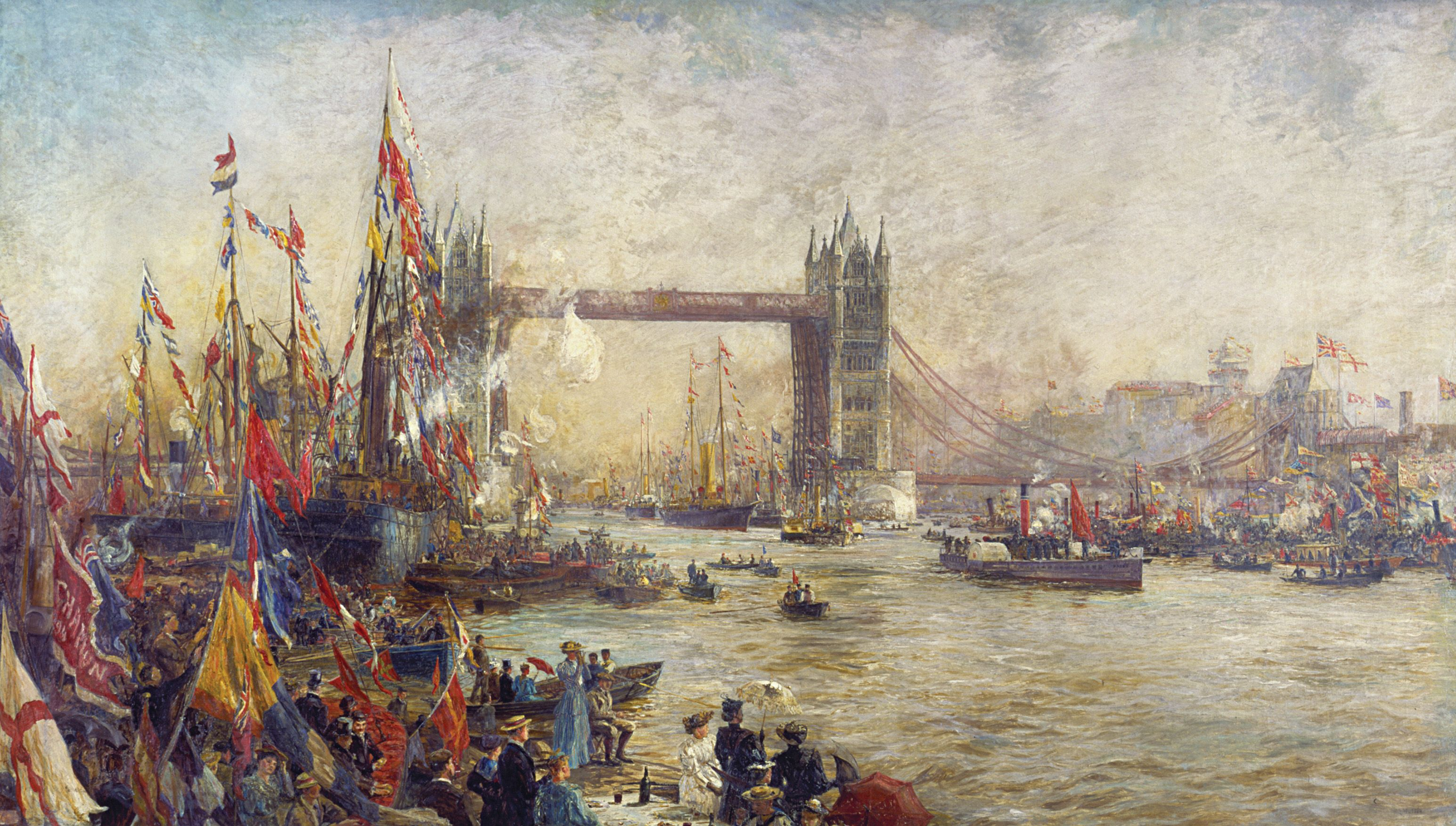
Inauguration du Tower Bridge, peinte par William Lionel Wyllie.

Le pont est officiellement ouvert le 30 juin 1894 par le prince de Galles, futur roi Édouard VII et son épouse, la princesse de Galles, Alexandra de Danemark.
Le pont relie Iron Gate, sur la rive nord de la rivière, à Horselydown Lane, au sud, désormais appelés « Tower Bridge Approach » et « Tower Bridge Road », respectivement. Jusqu'à l'ouverture du pont, la station de métro Tower Hill, 400 m au nord, est le moyen le plus rapide de traverser la rivière pour se rendre de Tower Hill à Tooley Street à Southwark. Le Tower Subway, qui ouvre ses portes en 1870, est l'un des premiers chemins de fer souterrains au monde, mais il ferme trois mois plus tard et est rouvert sous la forme d’un tunnel piétonnier. Une fois le Tower Bridge ouvert, la majorité du trafic piétonnier est transféré, aucun péage n'étant à payer pour l’utiliser. Ayant perdu l'essentiel de ses revenus, le tunnel est fermé en 1898.
Les passerelles en plein air à ciel ouvert entre les tours acquièrent une réputation désagréable de repaire de prostituées et de « pickpockets » ; comme elles ne sont accessibles que par des escaliers, elles sont rarement utilisées par les piétons habituels et fermées en 1910. La passerelle rouvre en 1982.

### Seconde Guerre mondiale

Le Tower Bridge durant le premier raid aérien massif sur Londres le 7 septembre 1940.

Pendant la Seconde Guerre mondiale et par précaution pour éviter que les moteurs existants ne soient endommagés par l'action ennemie, un troisième moteur est installé en 1942 : un moteur horizontal à gabarit de 150 cv, construit par Vickers Armstrong Ltd. dans son usine d'Elswick à Newcastle upon Tyne.
Il est alors équipé d'un volant d'inertie d'un diamètre de 2,7 m et d'un poids de 9 tonnes et réglé à une vitesse de rotation de 30 tr/min. Le moteur est devenu superflu lorsque le reste du système est modernisé en 1974 et donné au musée de la vapeur industrielle de Forncett par la Corporation de la ville de Londres.

### Succès touristique auXXIesiècle
Le site central de Tower Bridge est devenue, avec le British Museum et le palais de Buckingham, ou d'autres grands sites, l'un des piliers du succès touristique au XXIe siècle de la ville de Londres, confrontée comme d'autres pays aux problèmes faisant émerger l'aspiration à un tourisme durable. Les principaux sites sont souvent bondés, ce qui peut créer des problèmes de congestion et d'attente pour les visiteurs.

### Modernisation de la machinerie
En 1974, le mécanisme de commande d'origine est largement remplacé par un nouveau système d'entraînement électro-hydraulique, conçu par BHA Cromwell House, avec les pignons finaux d'origine entraînés par des moteurs hydrauliques et des engrenages modernes. En 1982, le Tower Bridge Exhibition ouvre ses portes, logé dans les tours jumelles du pont, les passerelles de haut niveau longtemps fermées et les salles des machines victoriennes. Ces derniers abritent toujours les moteurs à vapeur d'origine et certaines des machines hydrauliques d'origine,,.
Un système informatique est installé en l'an 2000 pour contrôler à distance la montée et la descente des bascules. Cela s'avère cependant peu fiable, ce qui bloque le pont en position ouverte ou fermée à plusieurs reprises en 2005, jusqu'à ce que ses capteurs soient remplacés.

### Rénovation récentes
En avril 2008, il est annoncé que le pont ferait l'objet d'un « lifting » coûtant 4 millions de livres sterling et dont l'achèvement serait réalisé en quatre ans. Le travail consiste à décaper la peinture existante jusqu'au métal et à repeindre en bleu et blanc,. Chaque section est entourée d'échafaudages et de bâches en plastique pour empêcher la vieille peinture de tomber dans la Tamise et de la polluer. À partir de la mi-2008, les entrepreneurs travaillent sur un quart du pont à la fois pour minimiser les perturbations, mais certaines fermeture de routes étaient inévitables. Il est prévu que le travail terminé tienne 25 ans.
La rénovation de la passerelle piétonne intérieure est achevée à la mi-2009. Dans la passerelle, un nouveau système d’éclairage polyvalent est installé, conçu par Eleni Shiarlis, pour les fois où la passerelle serait utilisée pour des expositions ou des réceptions. Le nouveau système fournit à la fois un éclairage fonctionnel et atmosphérique, ce dernier utilisant des luminaires à LED RGB sur mesure, conçus pour être dissimulés dans la superstructure du pont et fixés sans avoir besoin de forer (ces exigences résultent du statut Grade 1 du pont). La rénovation des quatre chaînes de suspension est achevée en mars 2010 avec un système de revêtement dernier cri nécessitant jusqu'à six couches différentes de peinture.
Le Tower Bridge est fermé à tout trafic routier pendant près de trois mois à la fin de l'année 2016 (du 1er octobre au 30 décembre), afin de permettre d’effectuer des travaux de maintenance structurelle. Le travail comprend d'entreprendre des travaux d'entretien importants sur les systèmes de levage du pont, de remplacement de la terrasse et surfaçage des passerelles et de la route, de remplacement des joints de dilatation le long du pont pour offrir une surface plus lisse et d'imperméabilisation des arches en brique aux abords du pont. Pendant ce temps, le pont est toujours ouvert au trafic par voie navigable comme il est requis par une loi du Parlement. Le pont est ouvert aux piétons pendant tous les week-end sauf trois, lors desquels un service de ferry gratuit est en service.

### Jeux olympiques d'été de 2012

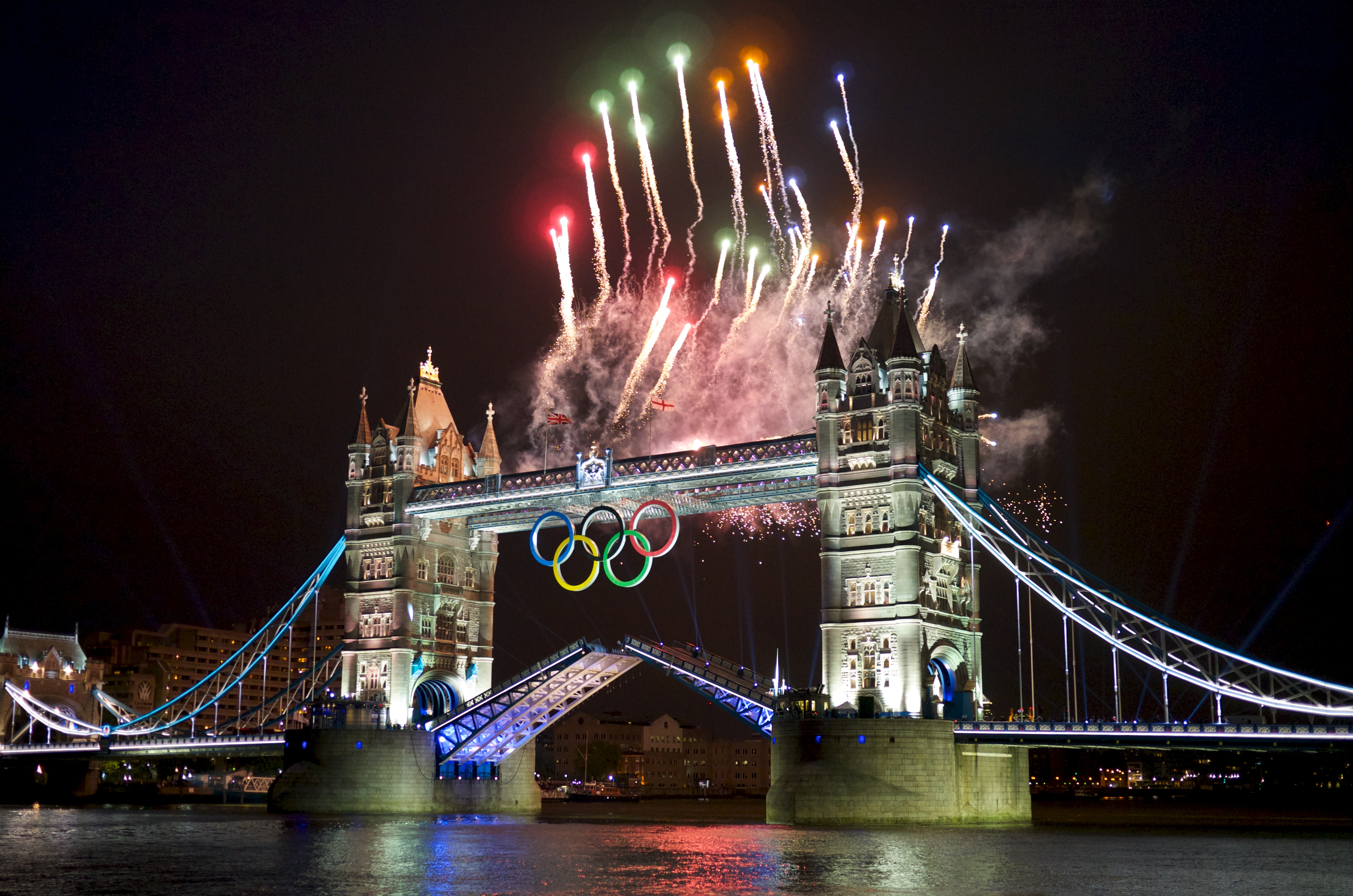
Le Tower Bridge avec les anneaux olympiques des jeux de 2012.

Le pont figure dans la publicité des Jeux olympiques d'été de 2012 qui se tiennent à Londres. En juin 2012, un ensemble d'anneaux olympiques est suspendu du pont pour marquer un mois avant le début des jeux. La fabrication des anneaux a coûté 259 817 £, ils mesurent 25 mètres sur 11,5 mètres et pesaient 13 tonnes.
Le 8 juillet 2012, la passerelle ouest est transformée en une sculpture musicale de 61 mètres de long par le compositeur britannique Samuel Bordoli. 30 musiciens classiques ont été disposés le long du pont, à 42 mètres au-dessus de la Tamise, derrière les anneaux olympiques. Le son a voyagé d'avant en arrière le long de la passerelle, faisant écho à la structure du pont,.
Après les Jeux olympiques, les anneaux sont retirés du Tower Bridge et remplacés par l'emblème des Jeux paralympiques d'été de 2012.

## Galerie

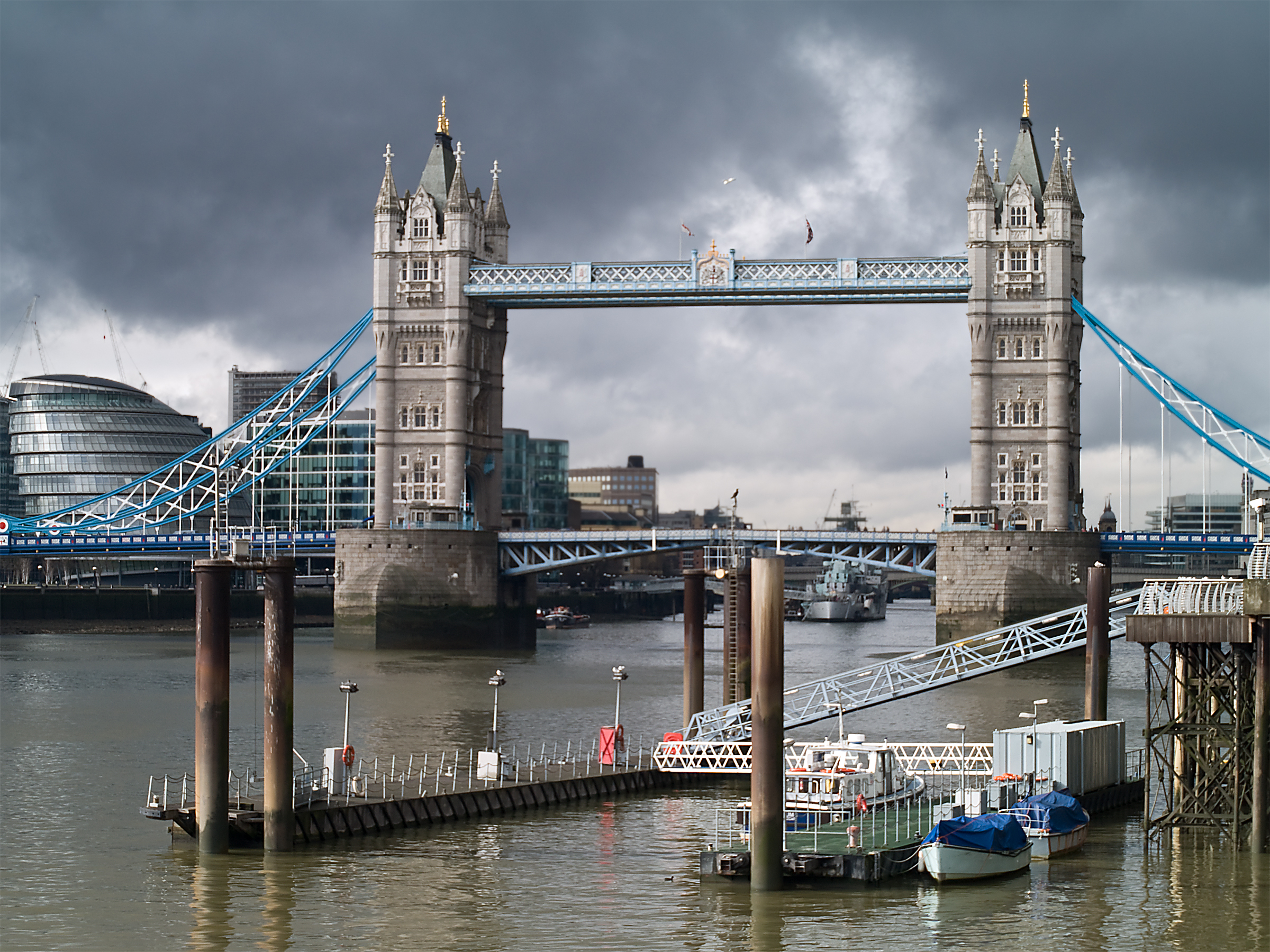
Le Tower Bridge vu de la rive nord de la Tamise.
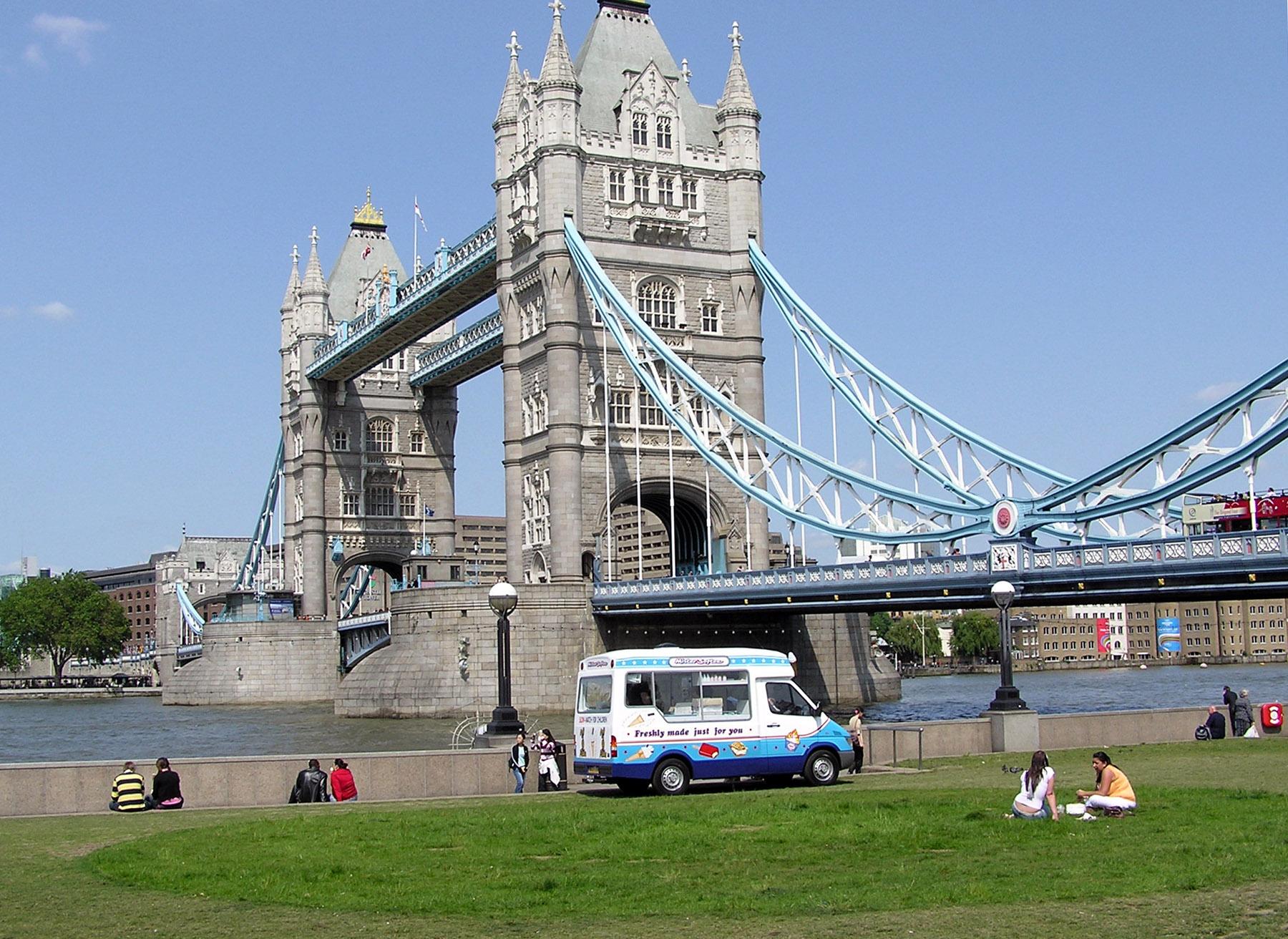
Depuis la rive sud.
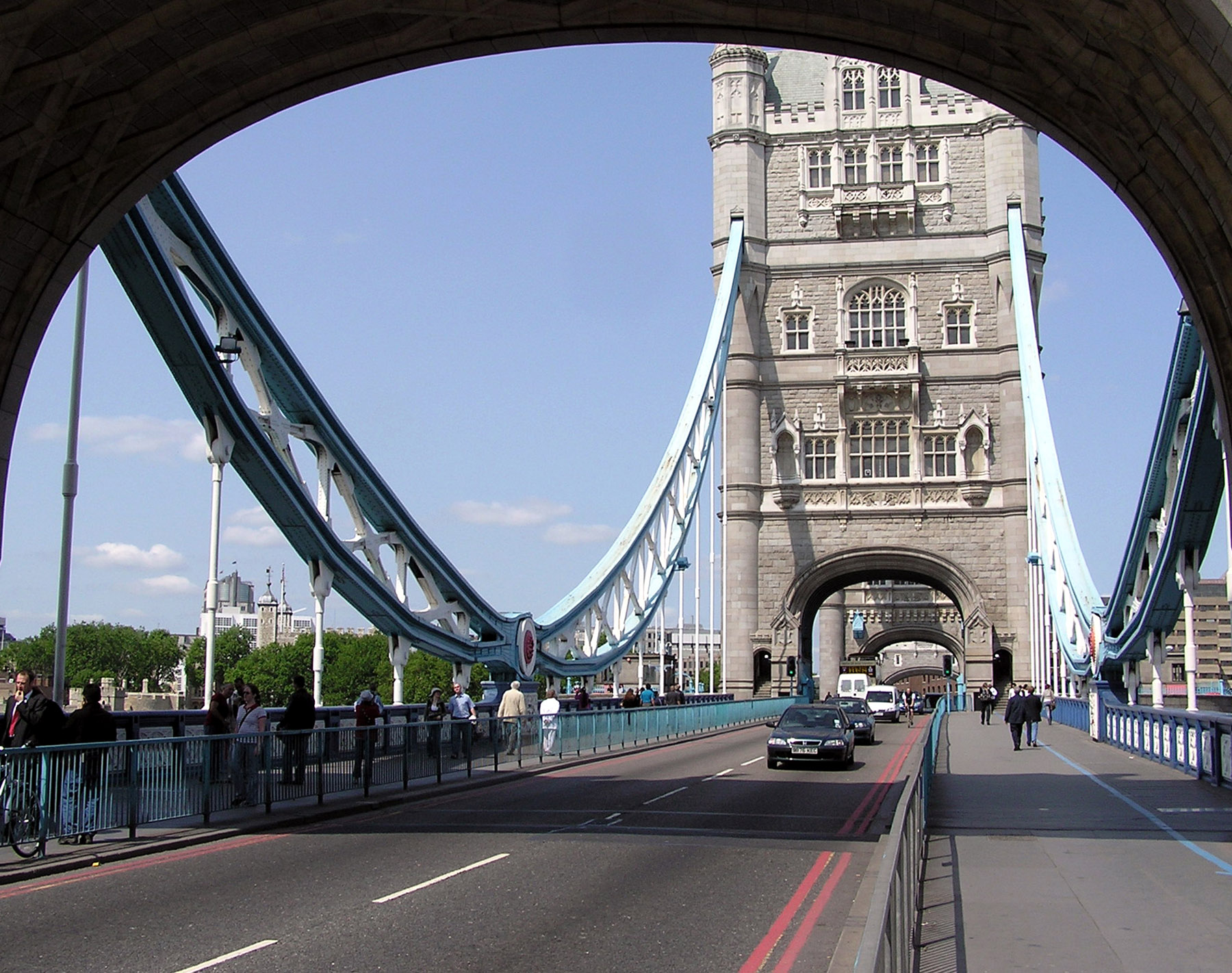
Sur le pont, vers la tour de Londres.
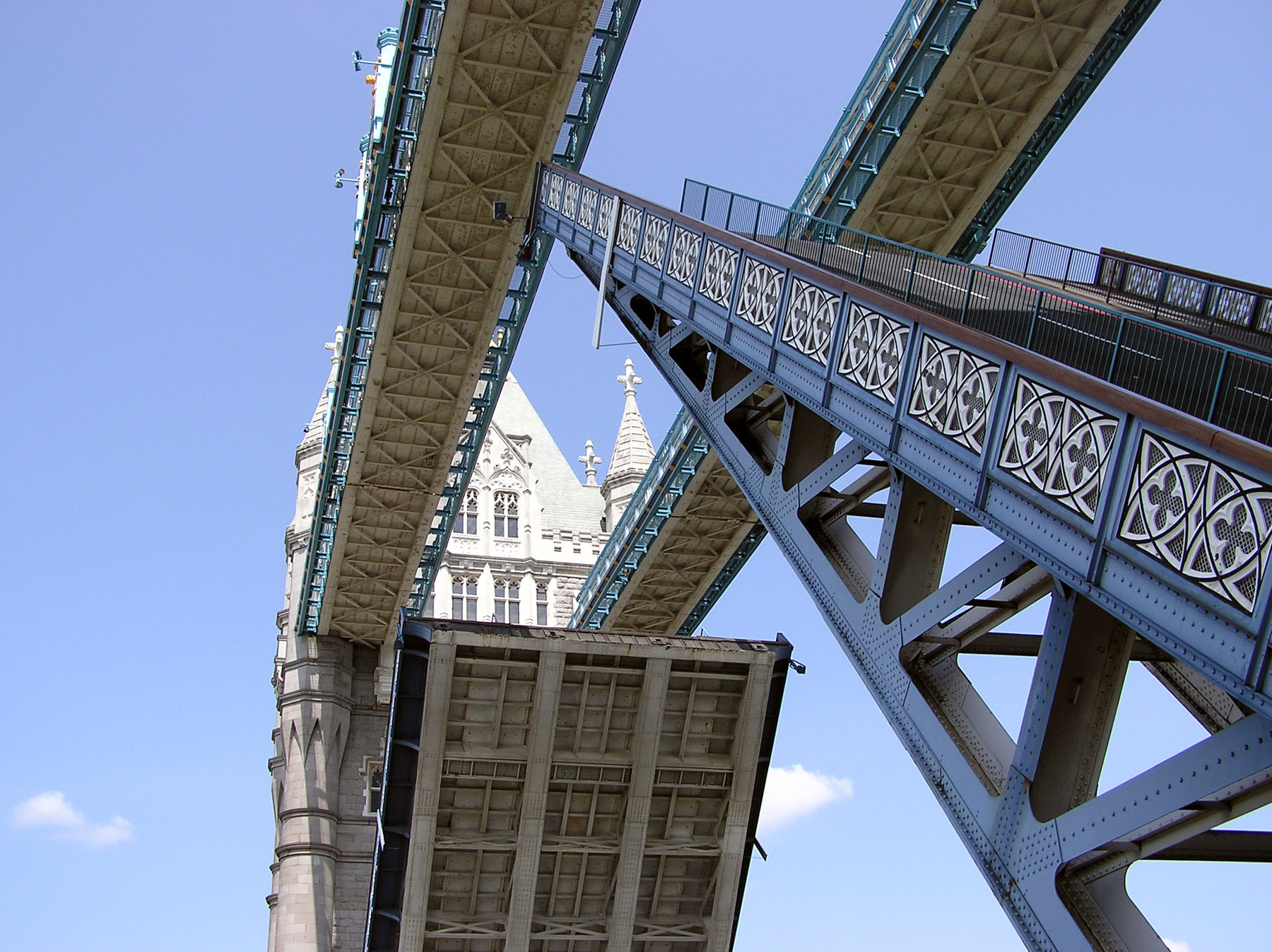
Lors de l'ouverture du pont.
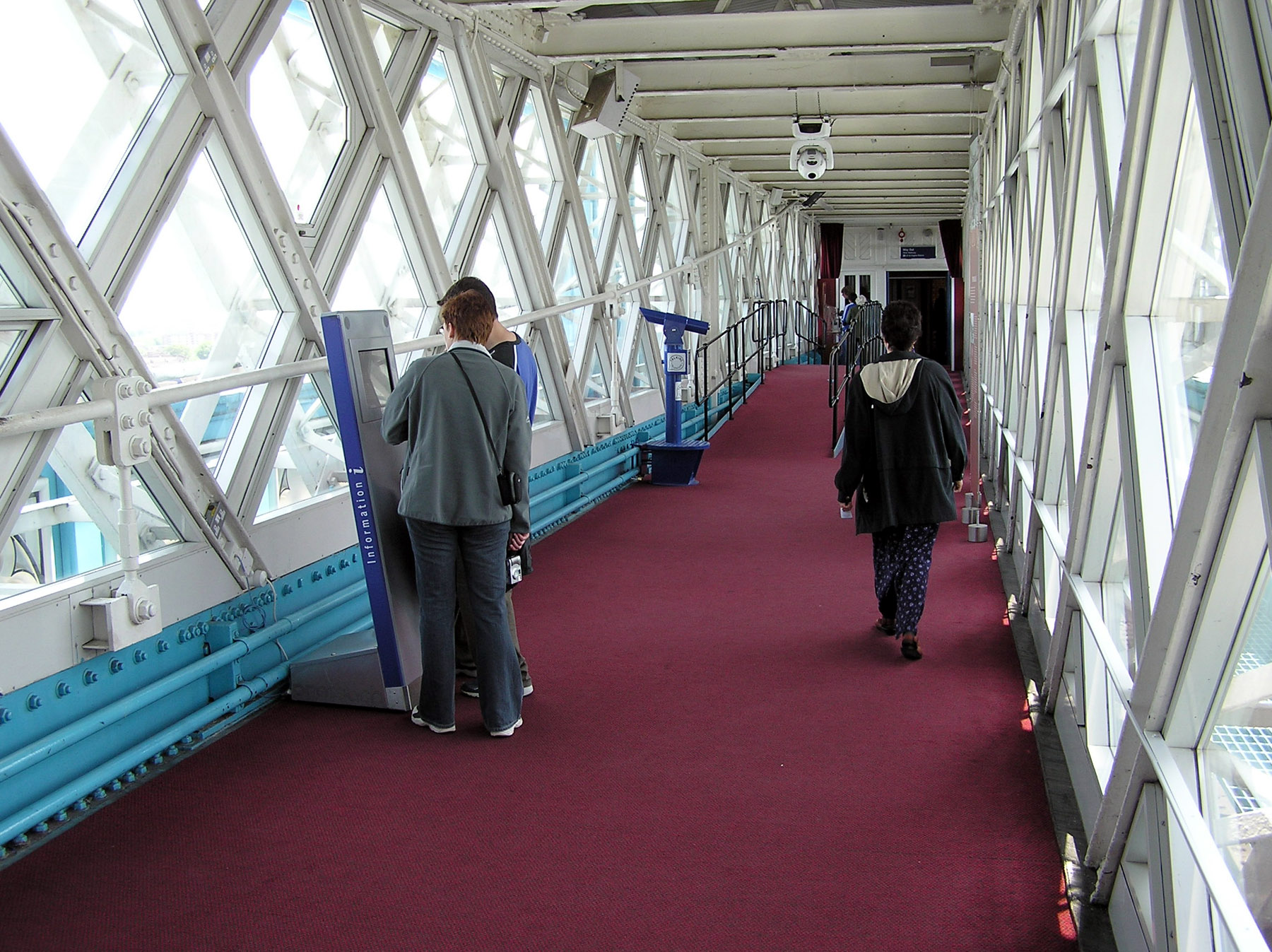
Intérieur d'une des passerelles (espace d'exposition).
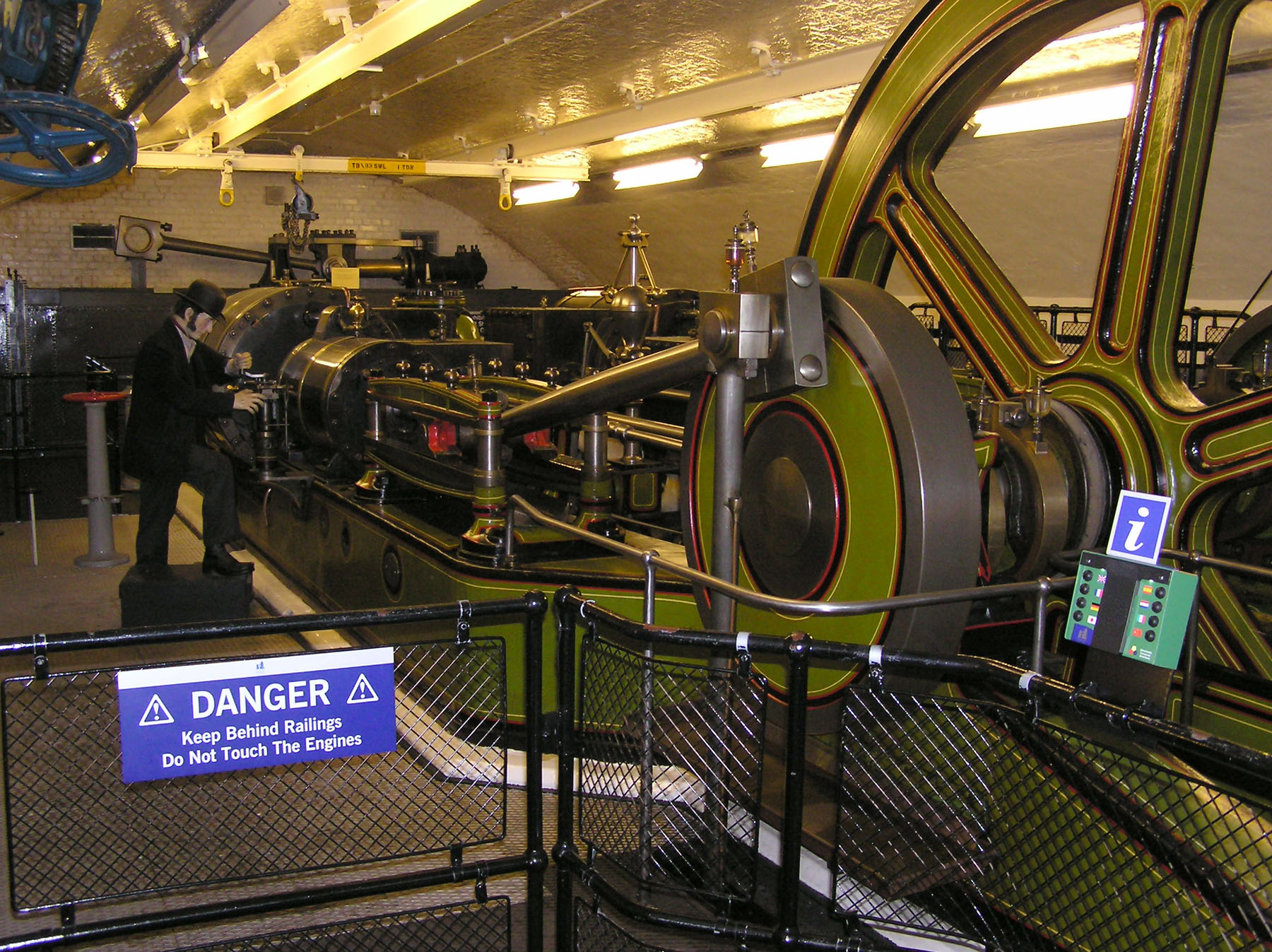
La machinerie d'origine.

### Ouverture du pont

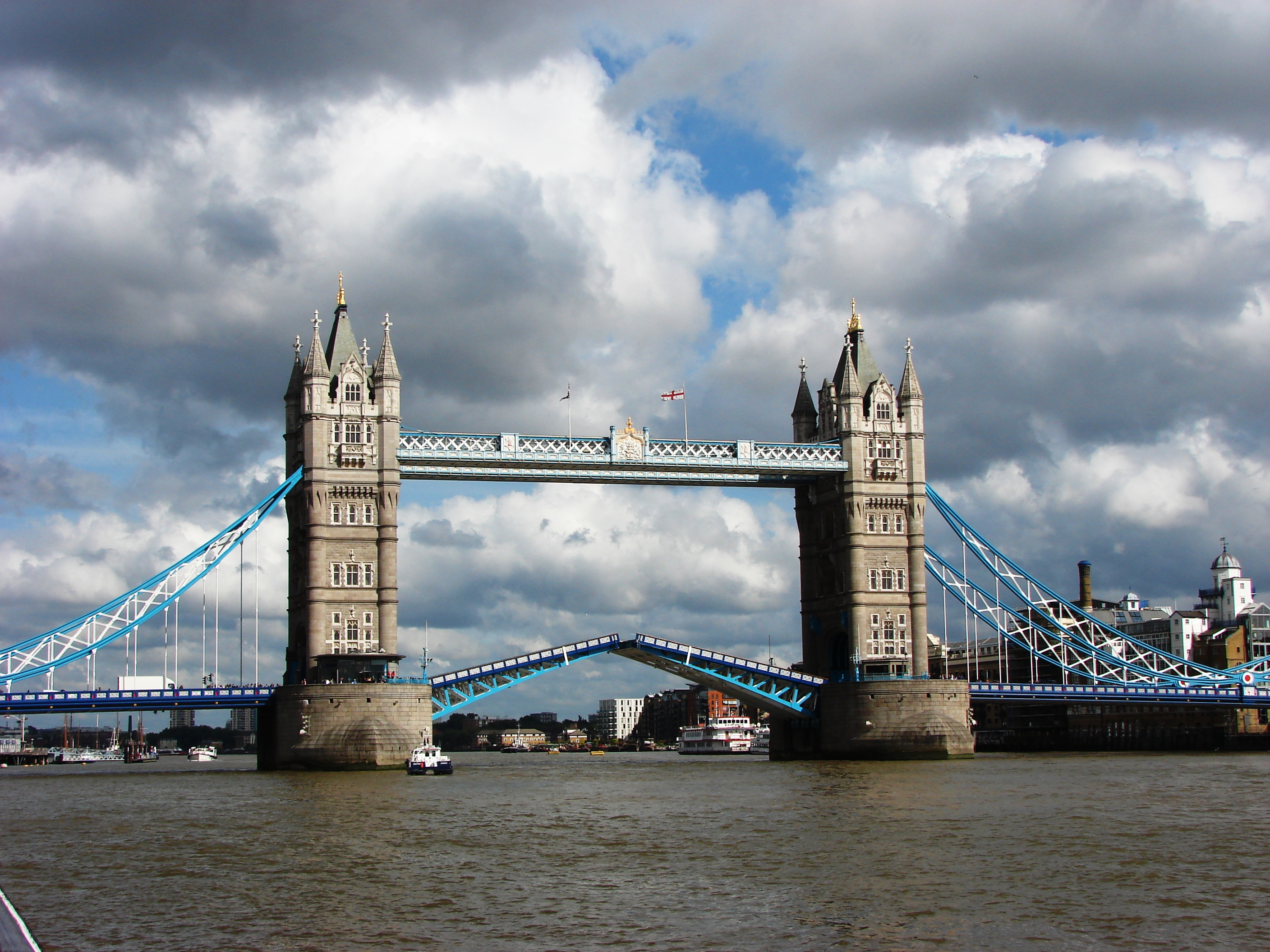
Phase 1.
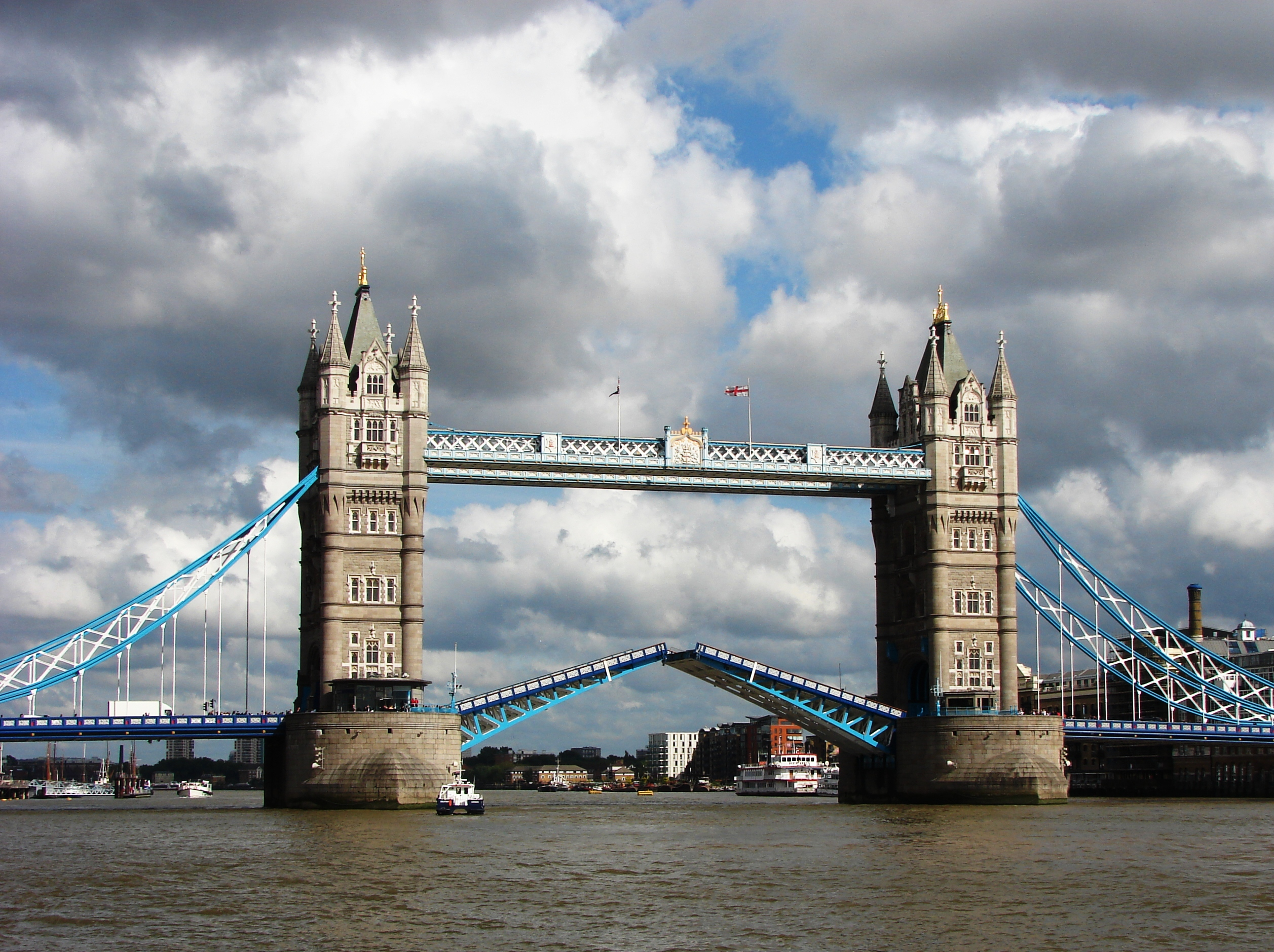
Phase 2.
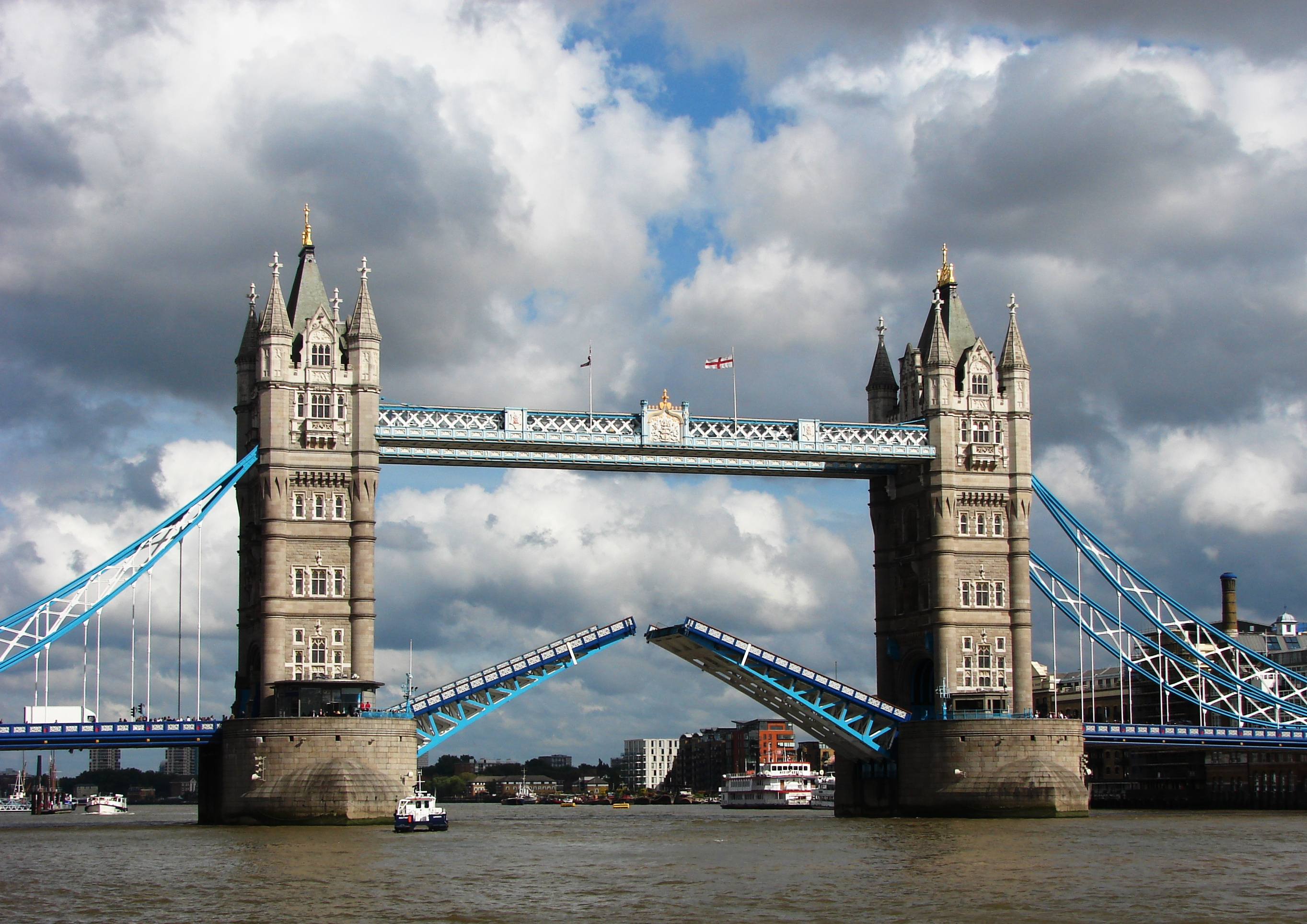
Phase 3.
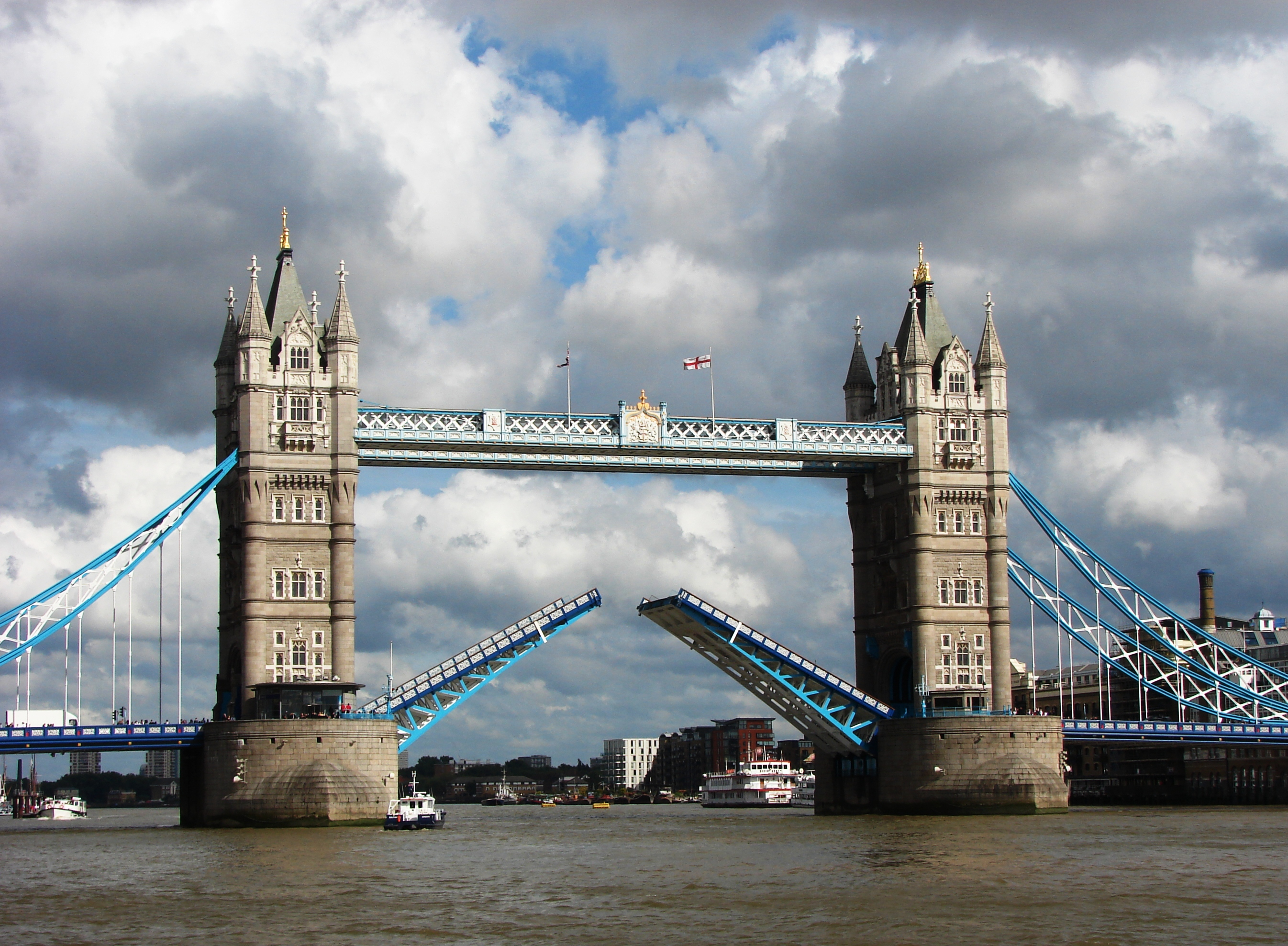
Phase 4.
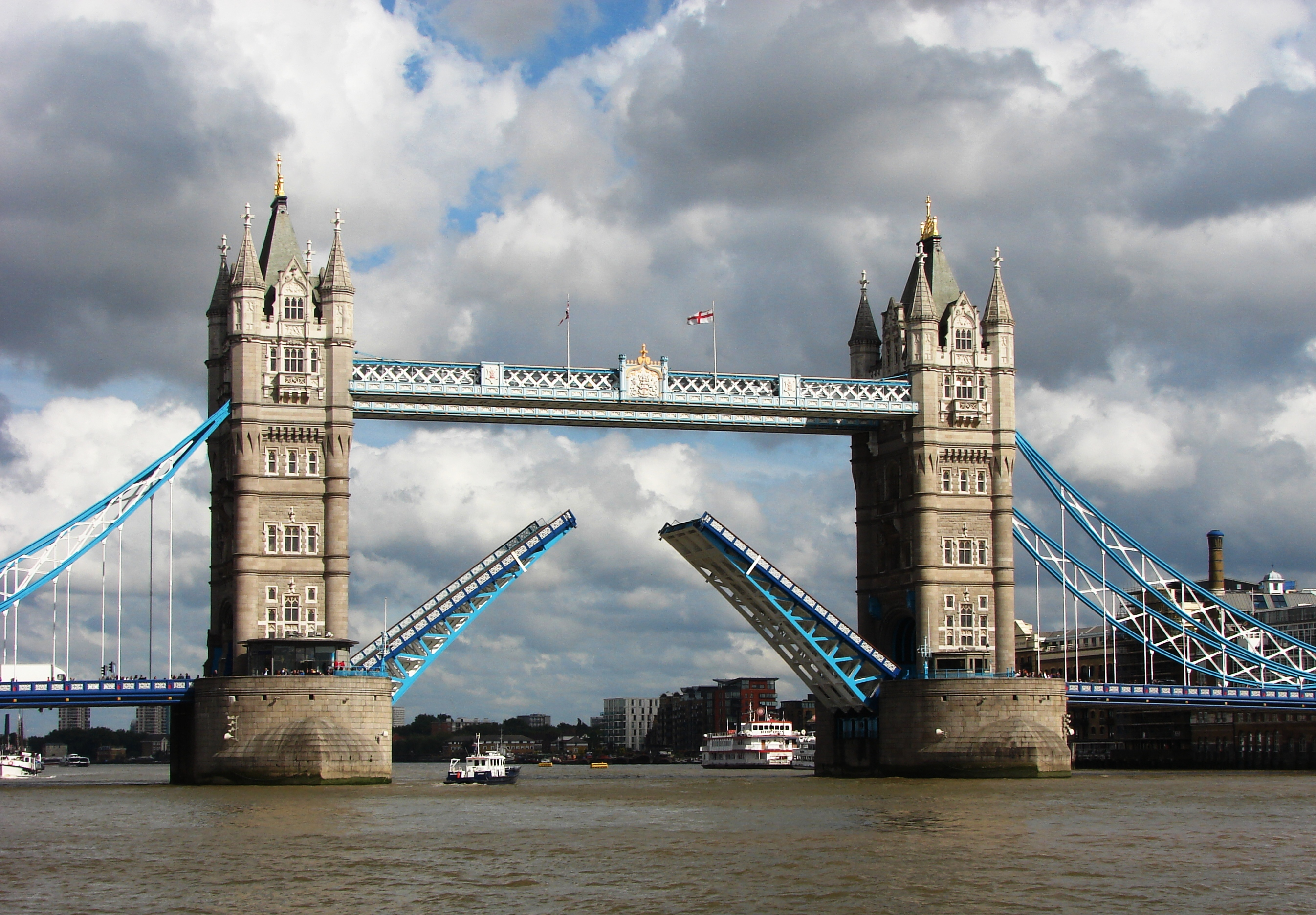
Phase 5.
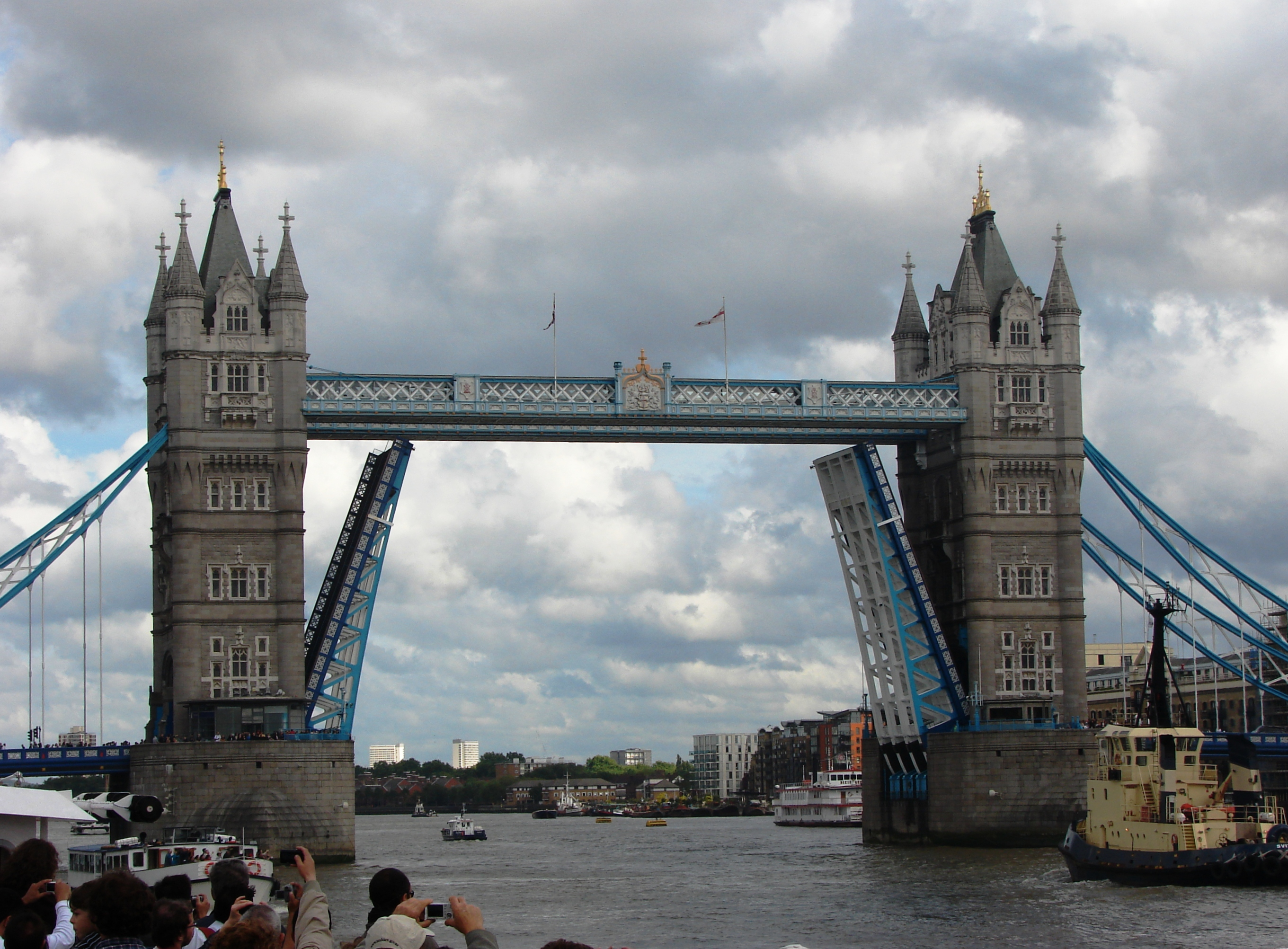
Phase 6.
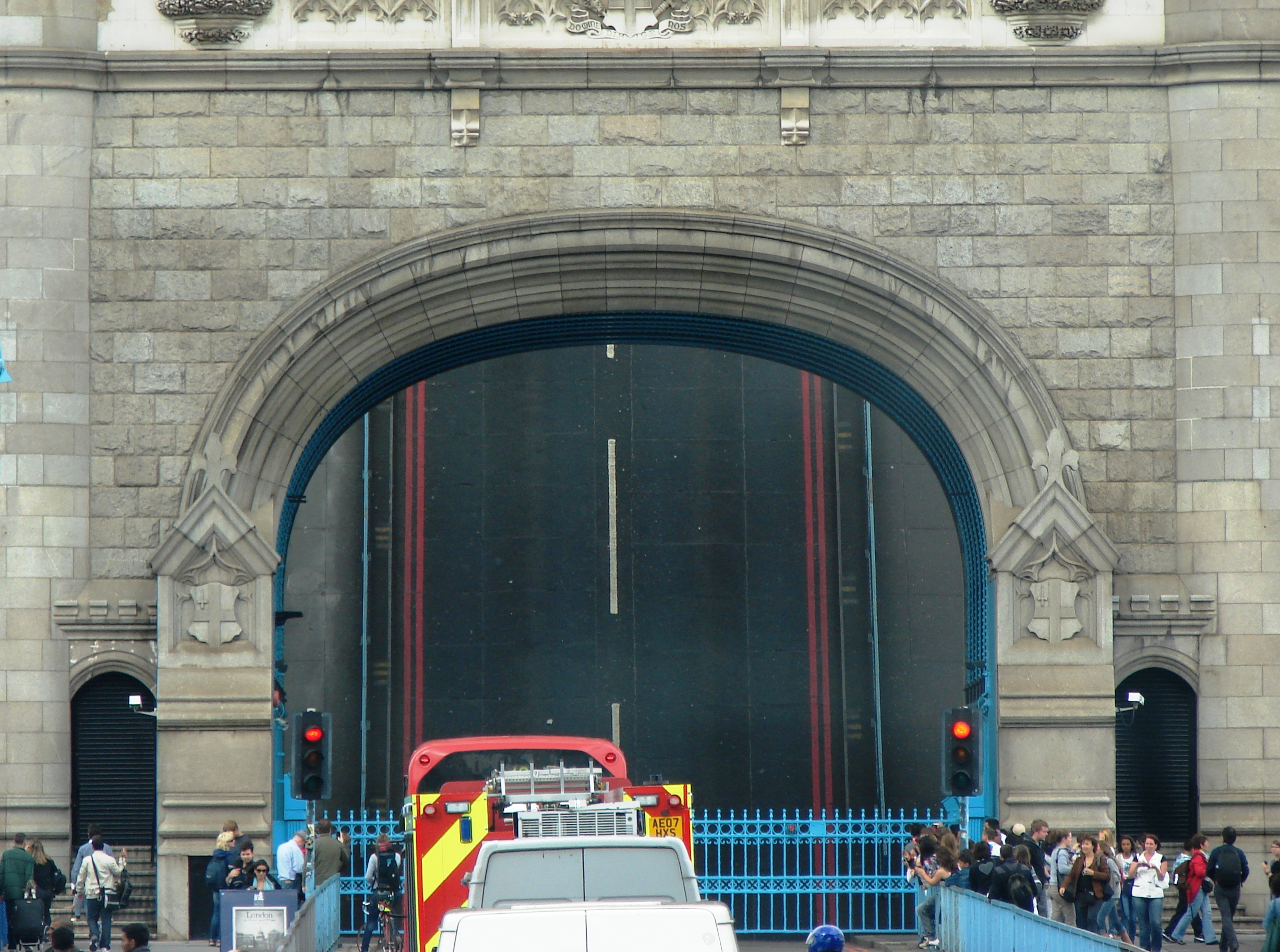
Pont fermé à la circulation et ouvert aux bateaux.
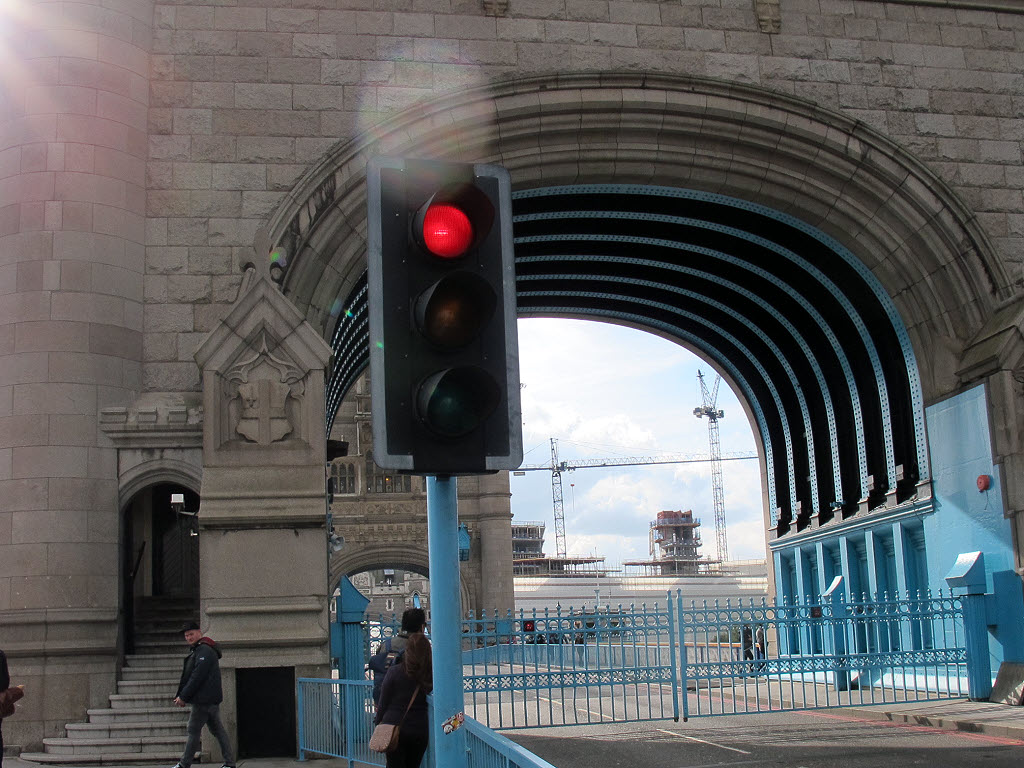
Portes fermées et feu rouge allumé pour arrêter les conducteurs de véhicules routiers quand le pont est fermé à la circulation.

### Construction

Documents historiques
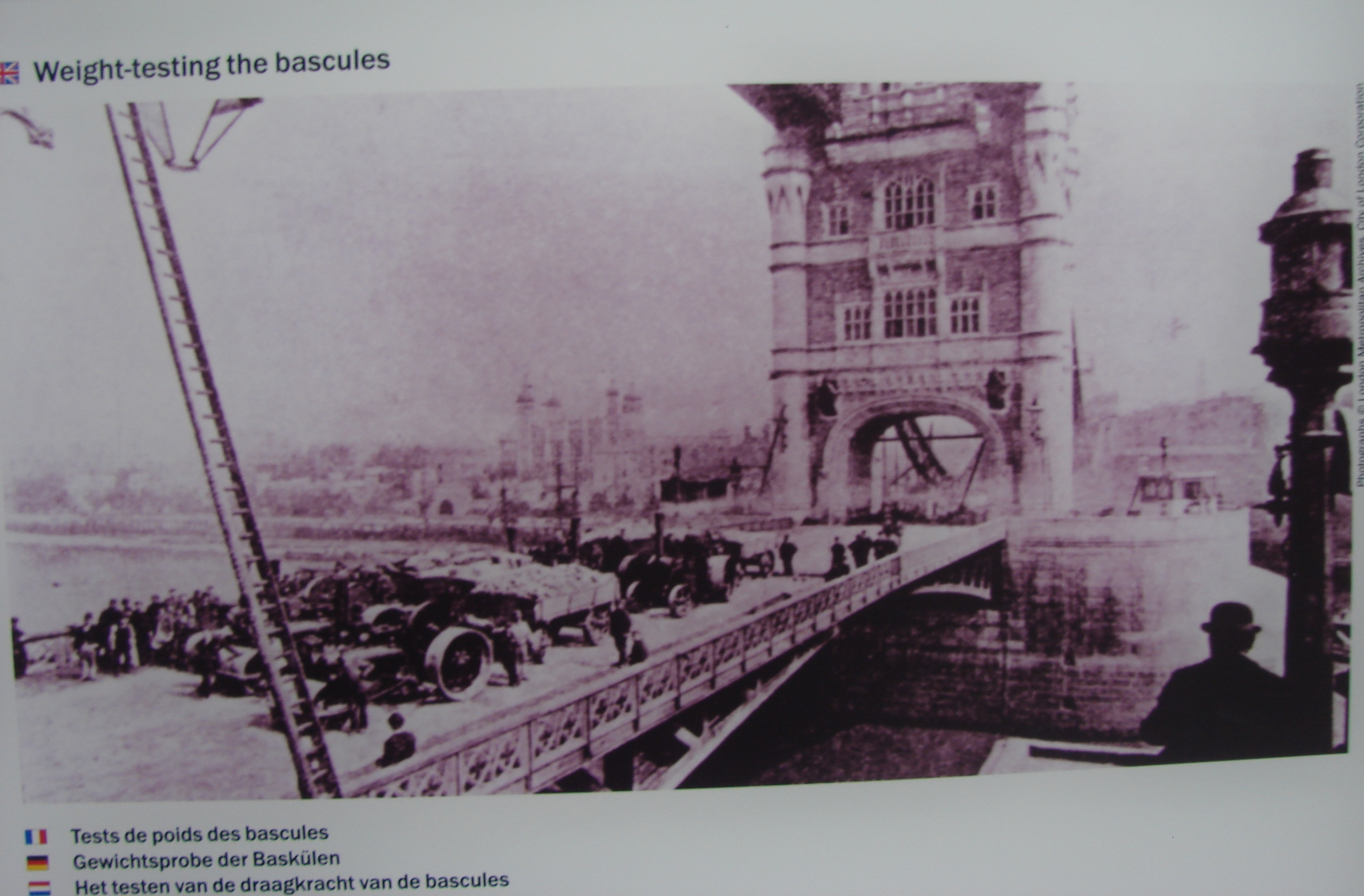
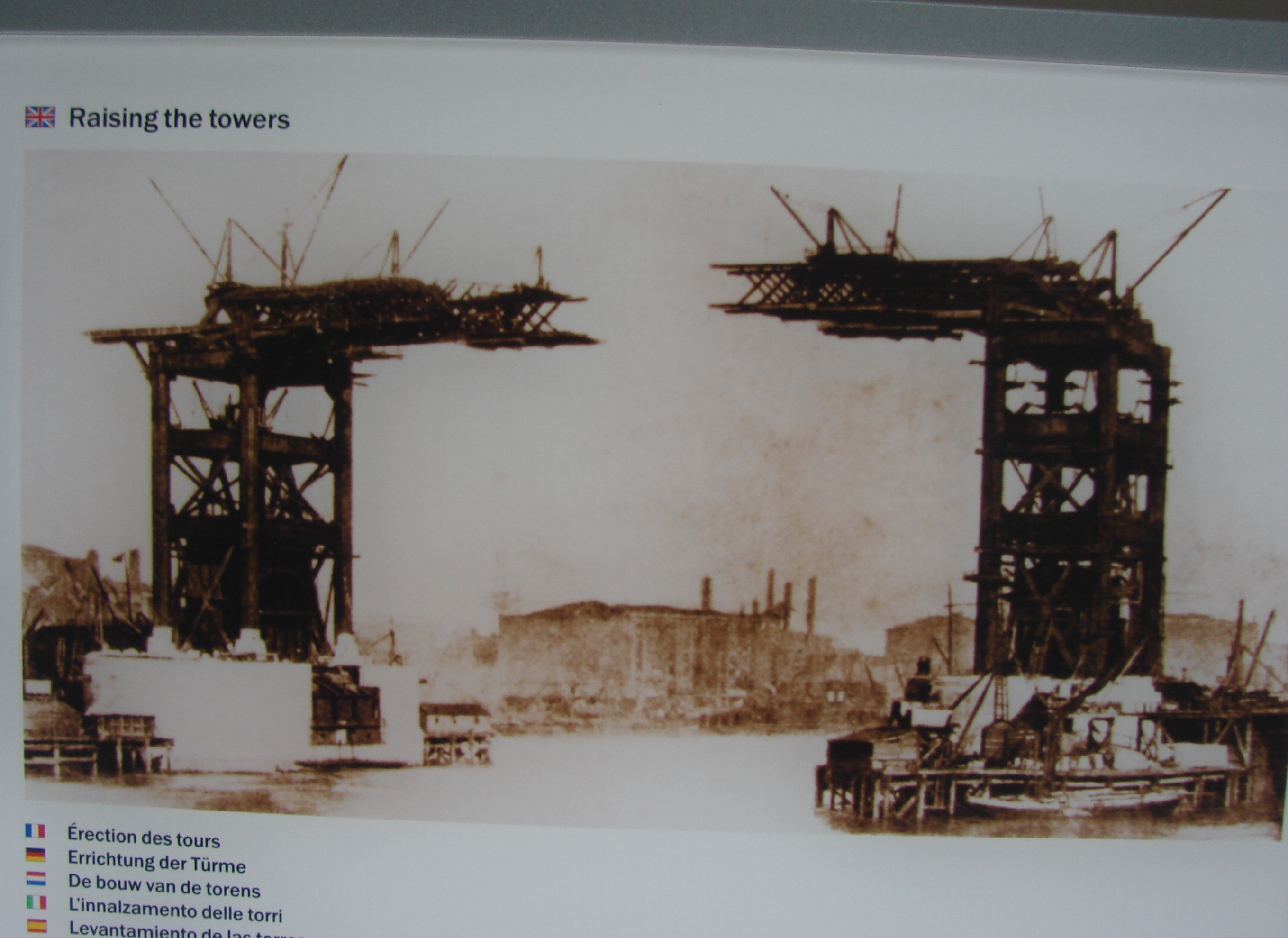
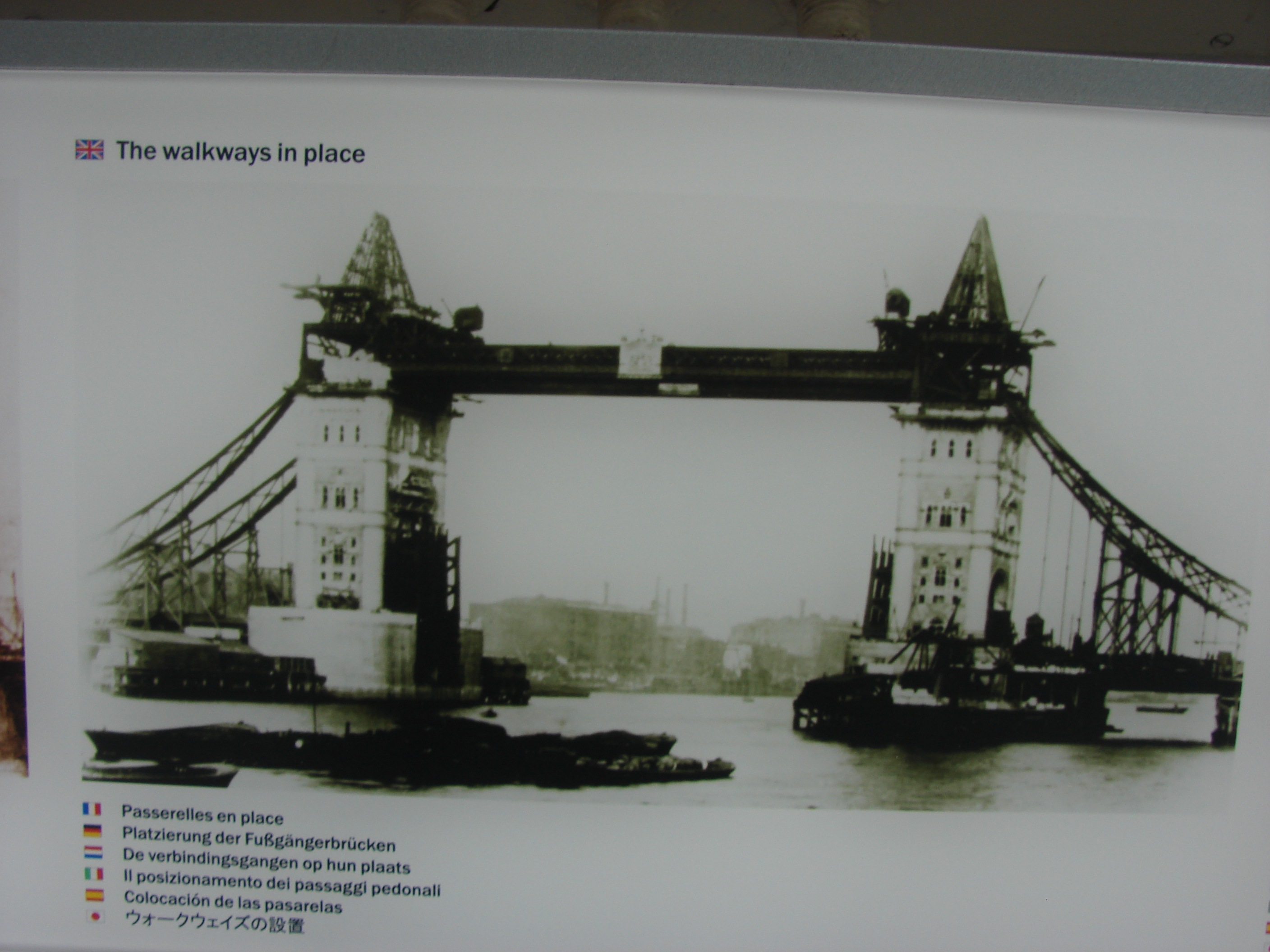
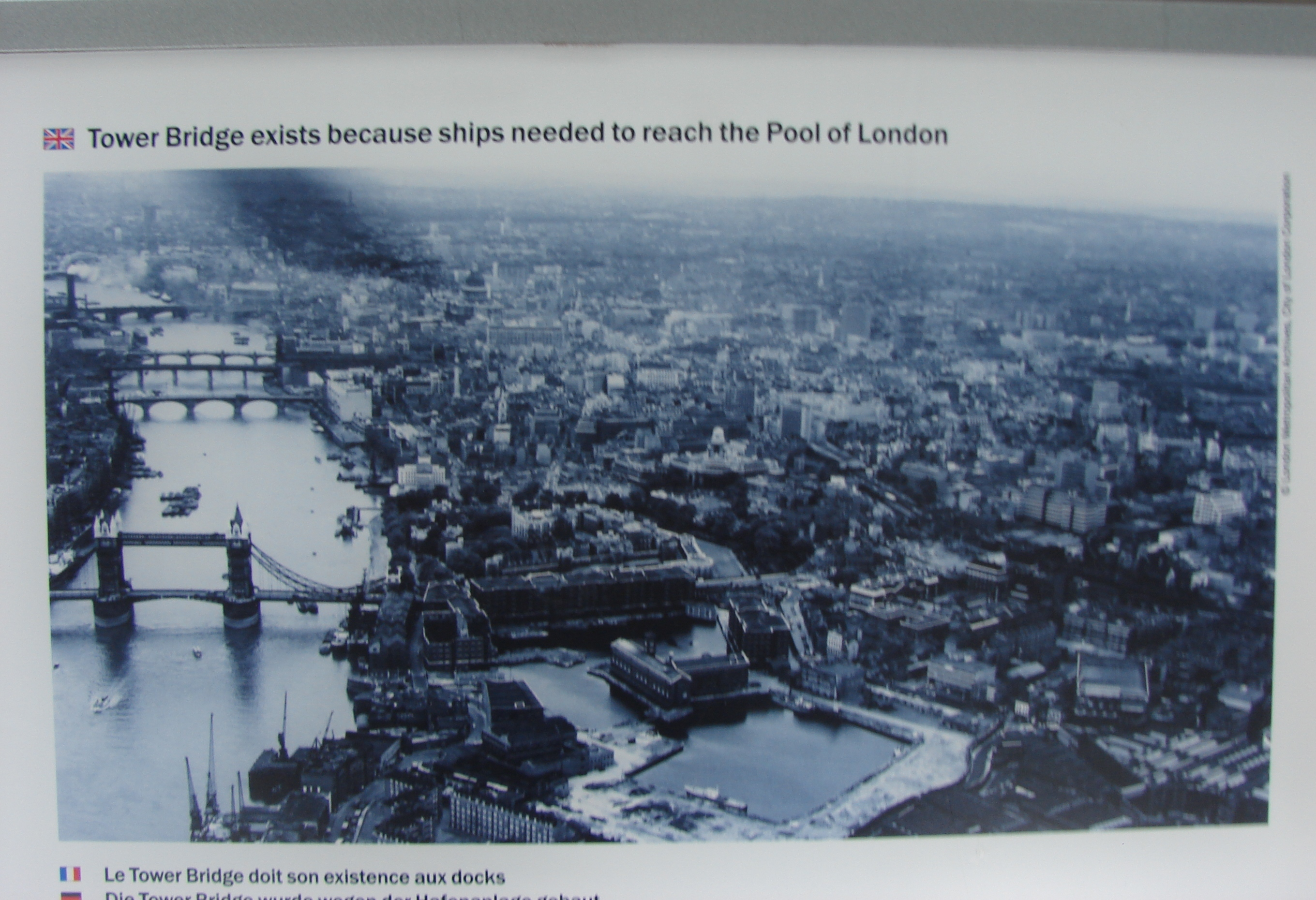
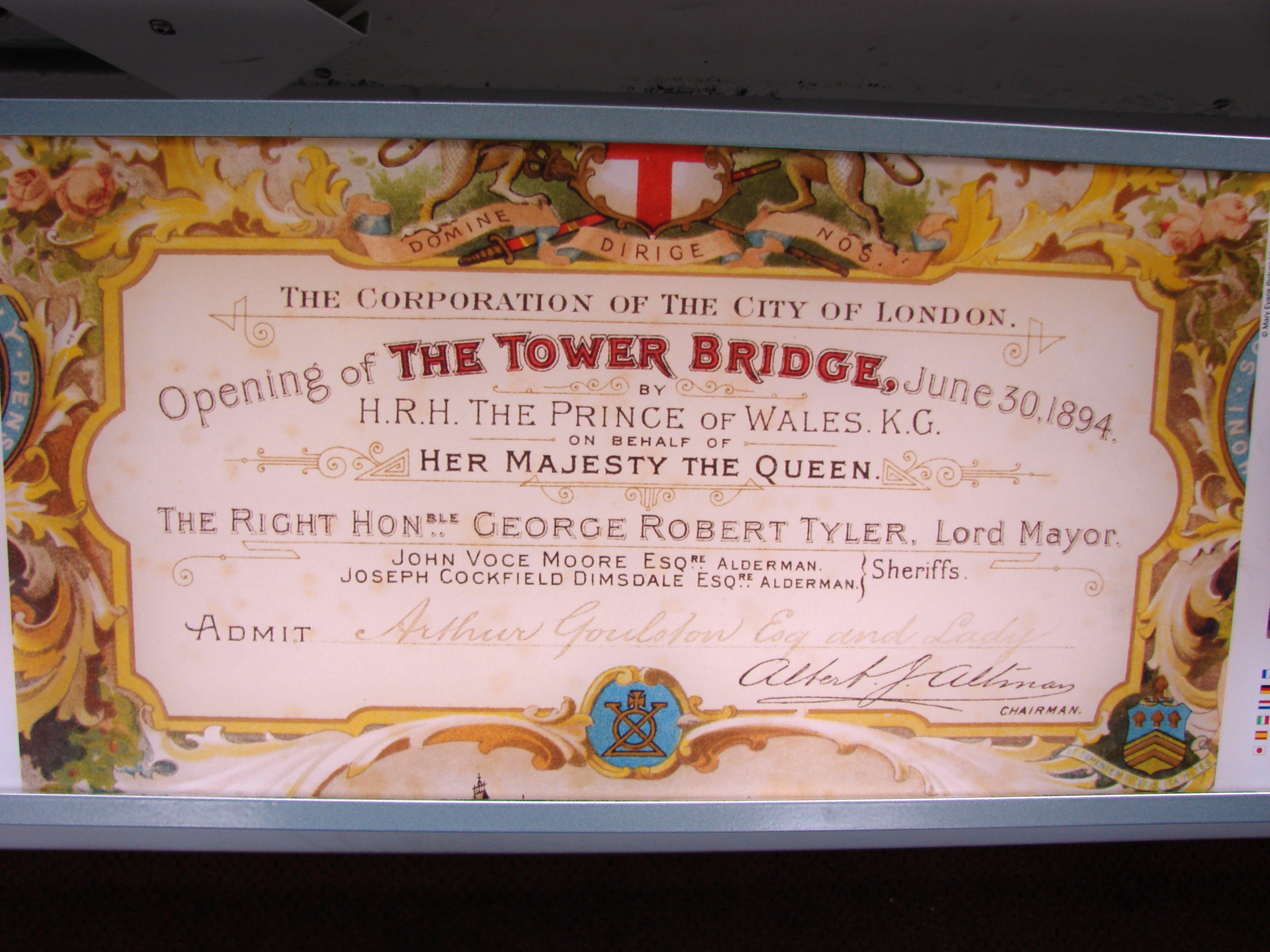

### Points de vue

Vues nocturnes
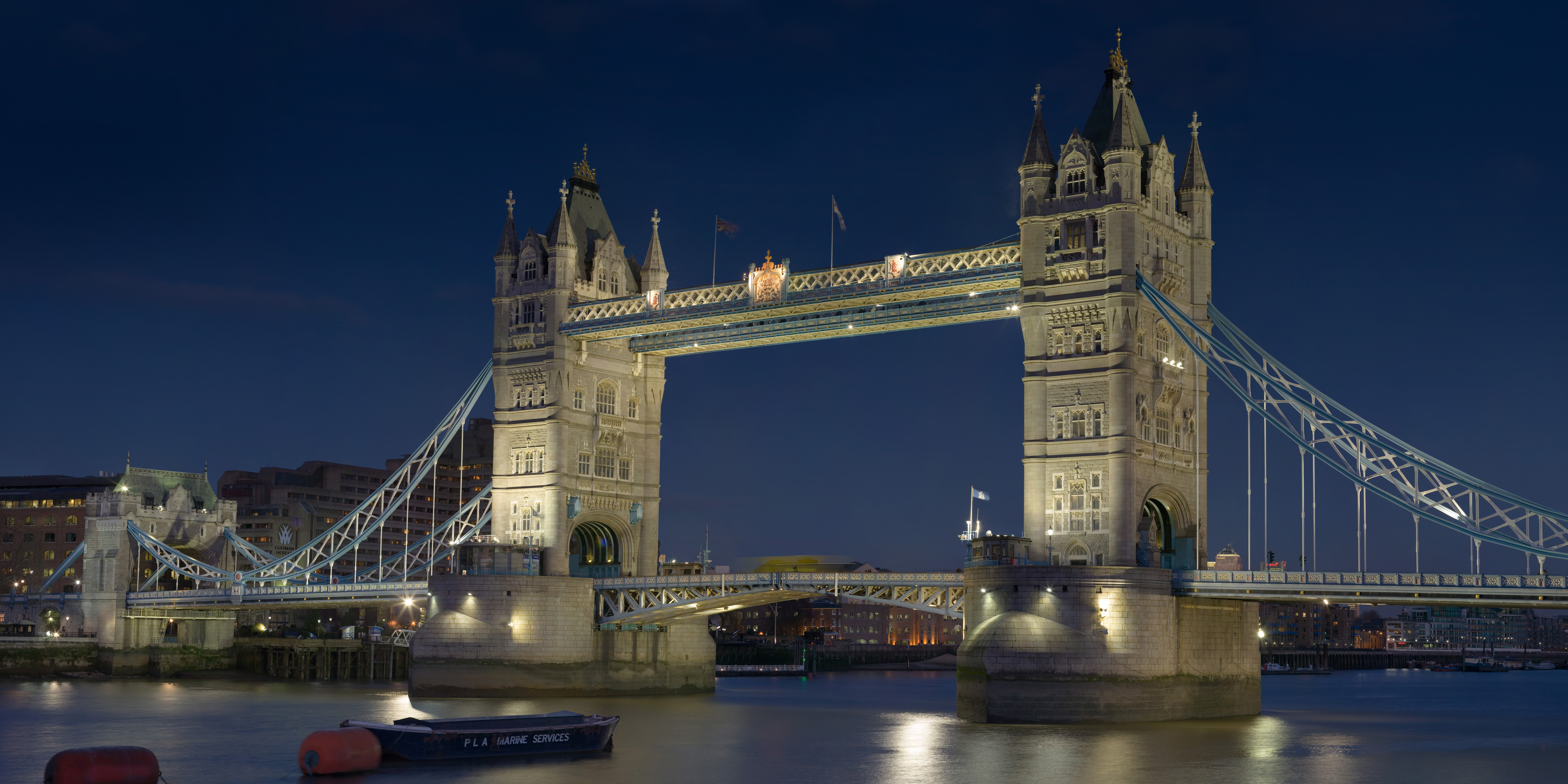
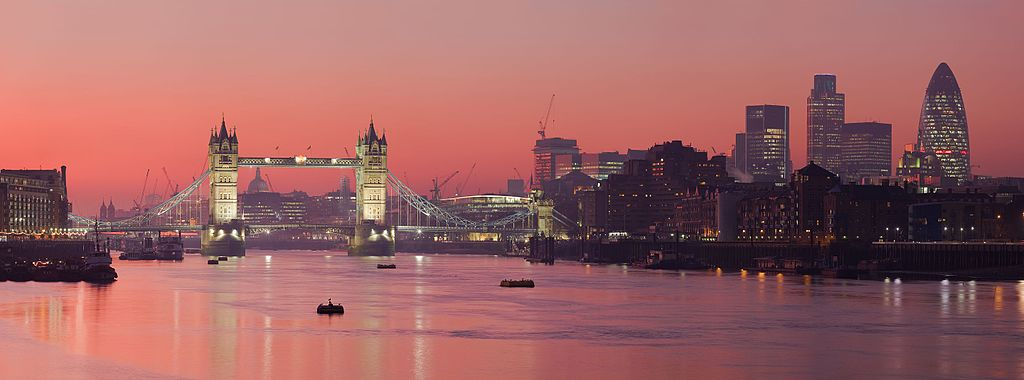
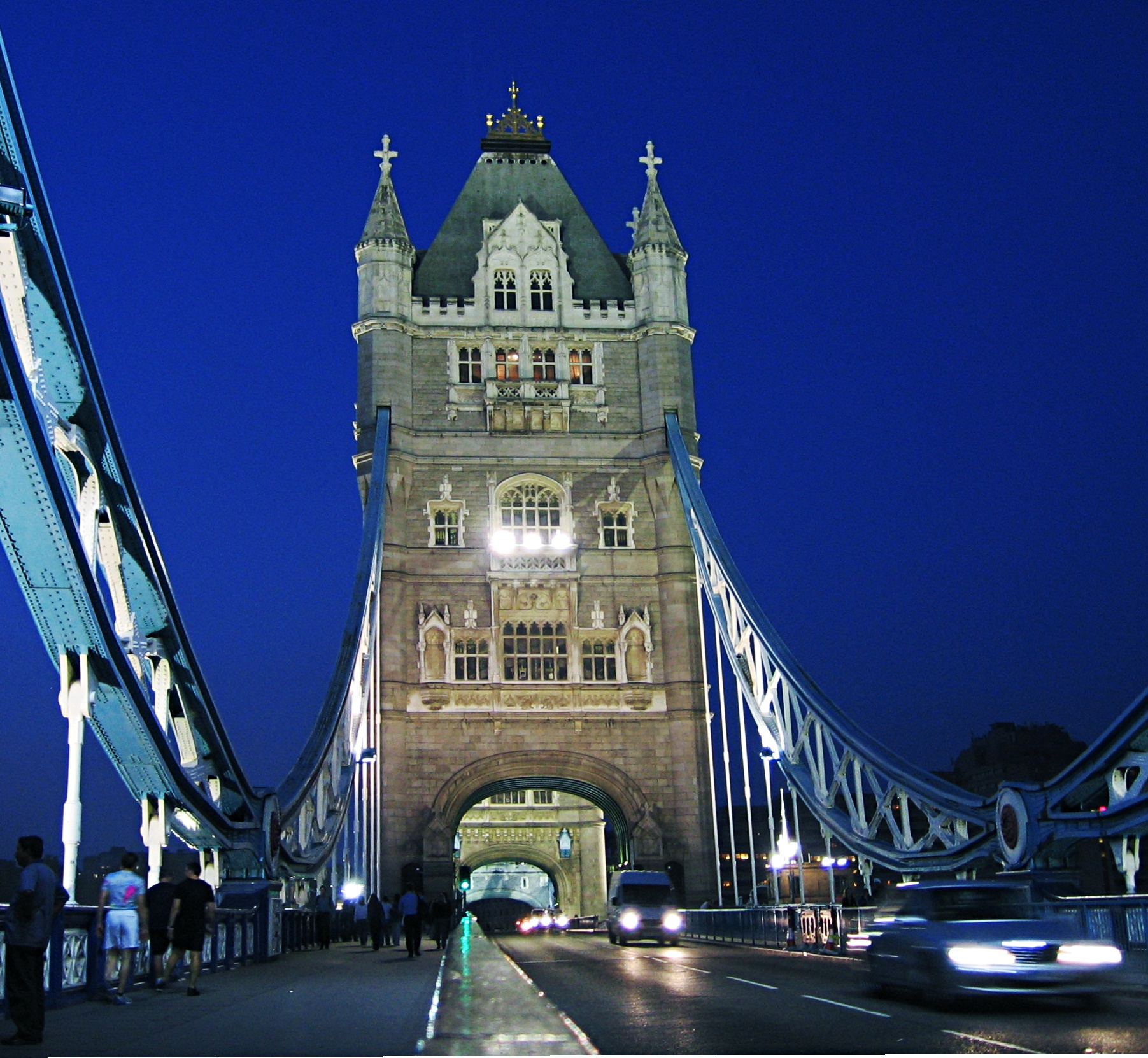
Vue de la tour sud au crépuscule.
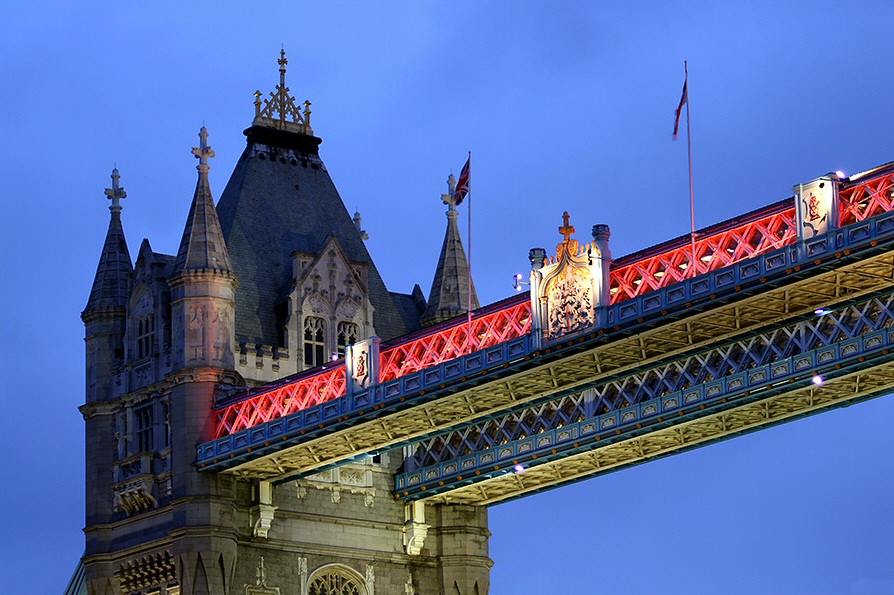
Une passerelle, illuminée au crépuscule.

Autres vues et détails
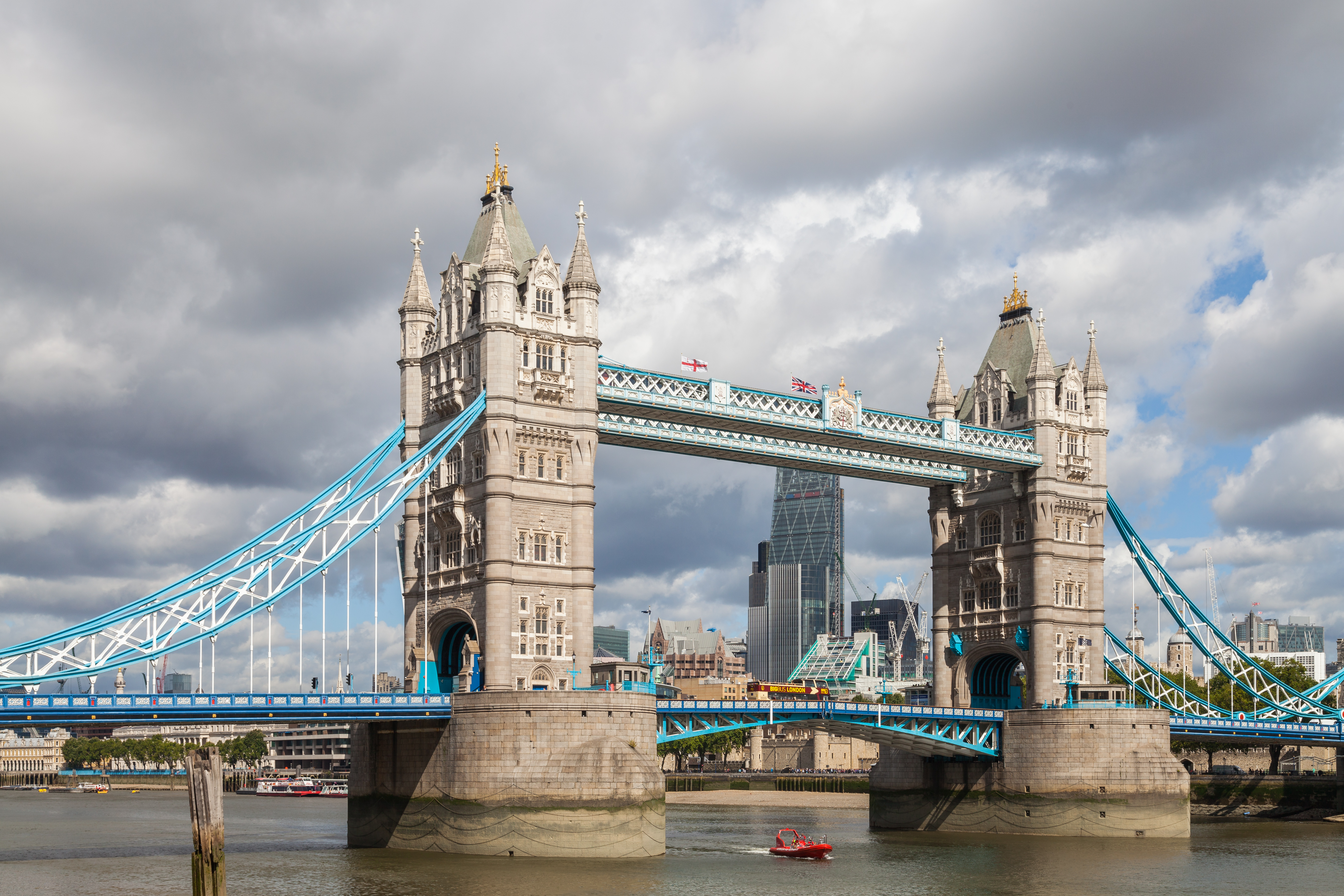
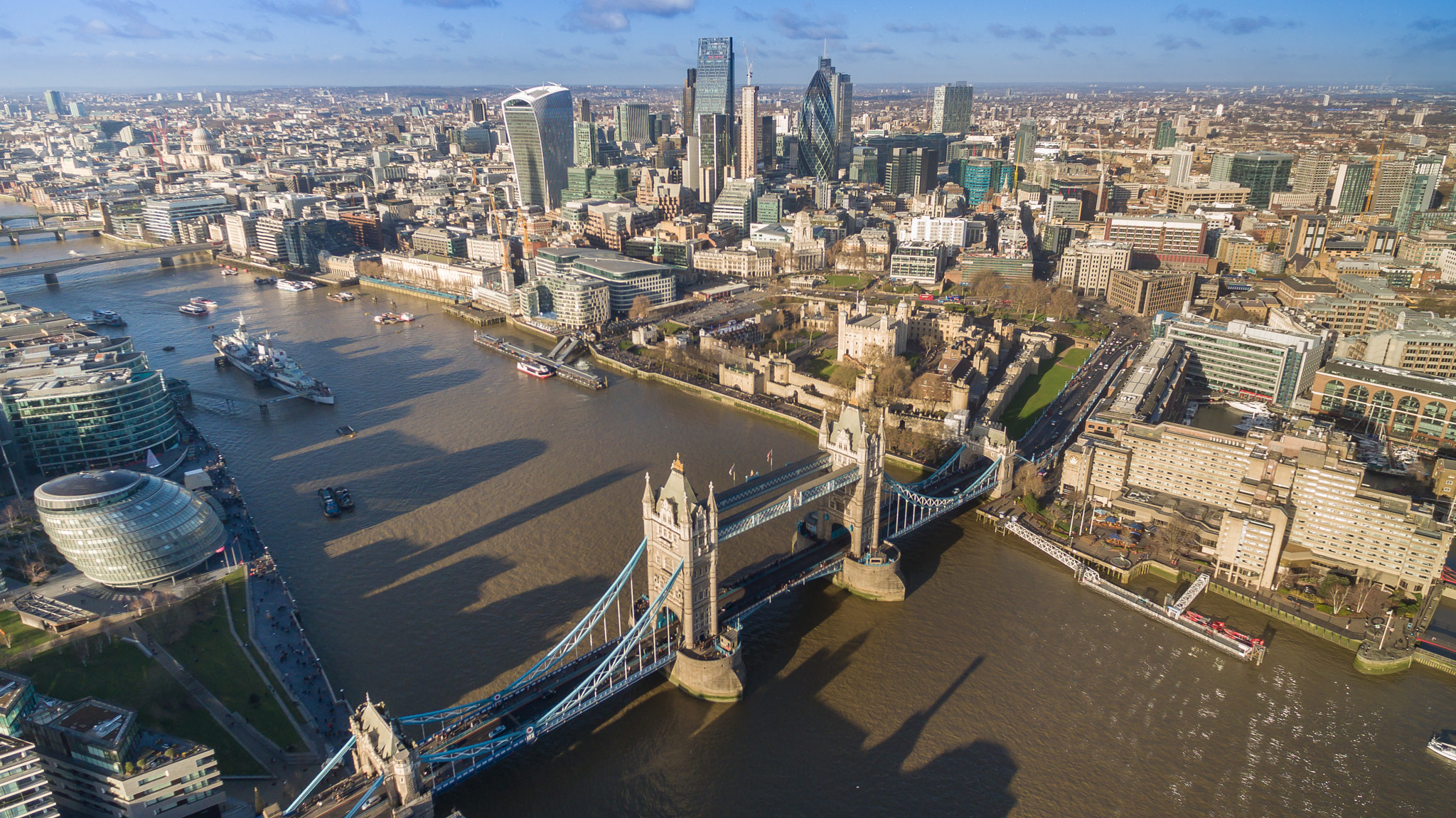
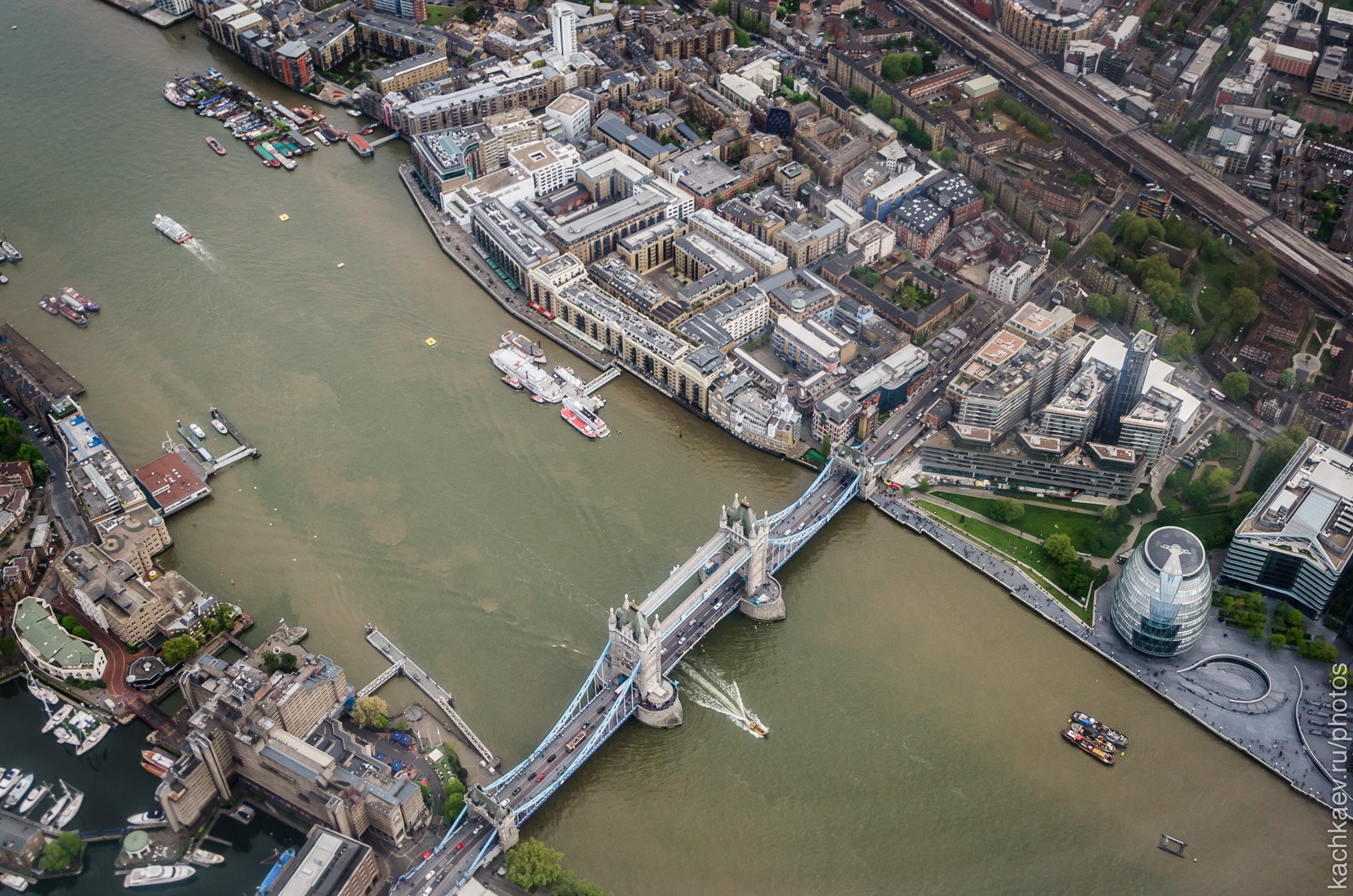
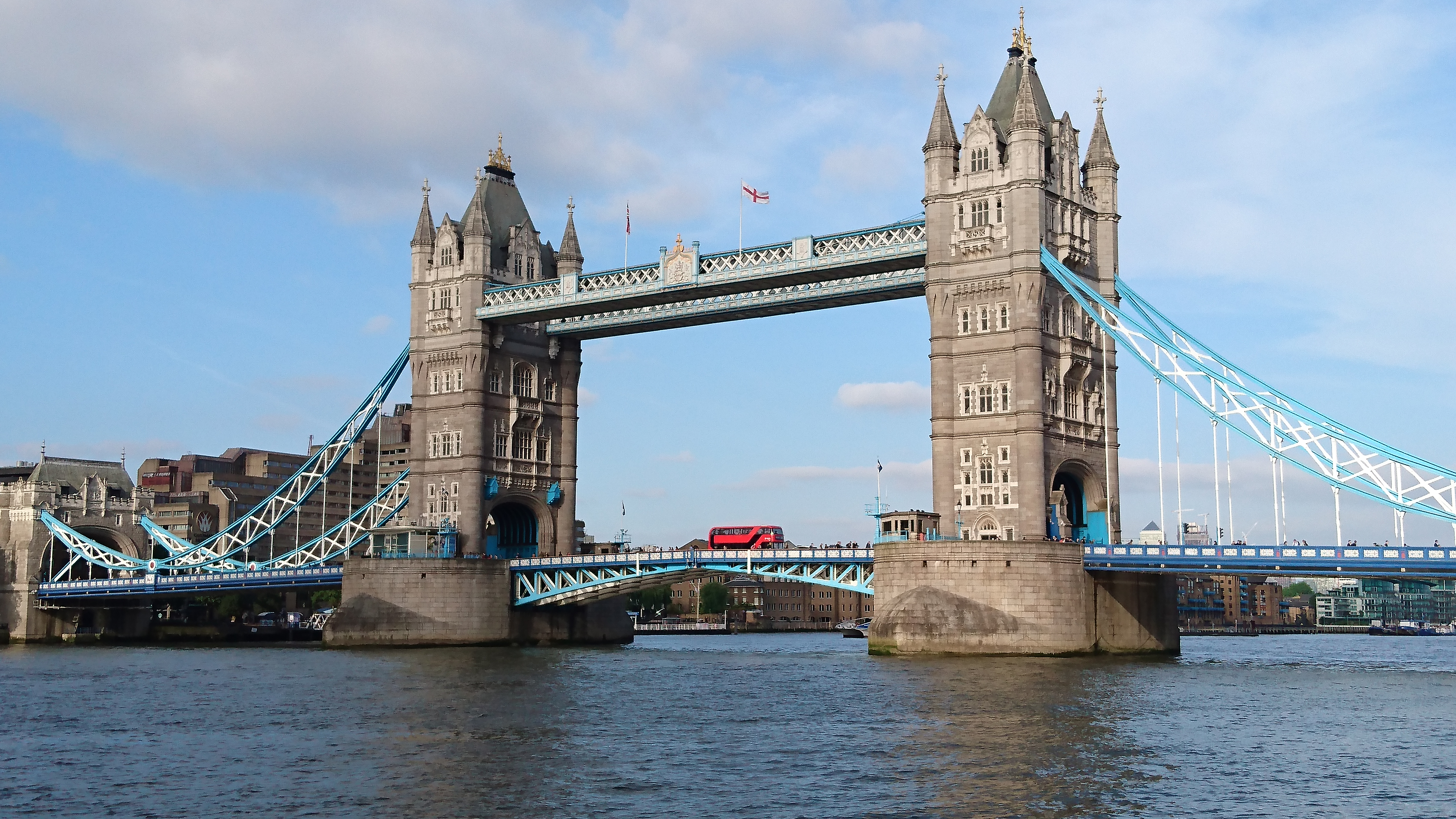